# Boston Celtics 2023-2024
Questa voce raccoglie le informazioni riguardanti i Boston Celtics nelle competizioni ufficiali della stagione 2023-2024.

## Sintesi stagione
La stagione 2023-2024 dei Boston Celtics è stata la 78ª stagione della franchigia nella National Basketball Association (NBA).
Dopo la mancata qualificazione ai playoff dei Pittsburgh Penguins della National Hockey League per la prima volta dopo 16 anni, i Boston Celtics con questa stagione si sono presentati come la seconda franchigia (dopo i Los Angeles Dodgers della Major League Baseball) ad avere la striscia più lunga di partecipazioni consecutive ai playoff (ben 9), tenendo conto di tutte e quattro le più importanti leghe professionistiche nordamericane: il loro ultimo mancato raggiungimento dei playoff NBA risale alla stagione 2014-2015.
Dopo ben 9 stagioni, la guardia Marcus Smart ha lasciato i Boston Celtics, ceduto ai Memphis Grizzlies nell'ambito di una trade che, a giugno 2023, ha visto coinvolti anche i Washington Wizards e che ha portato a Boston l'ala Kristaps Porziņģis. Il 1º ottobre 2023 i Celtics hanno firmato la guardia Jrue Holiday (2 volte All-Star) dai Milwaukee Bucks, cedendo in cambio Malcolm Brogdon, Robert Williams più due scelte dei futuri draft 2024 e 2029.

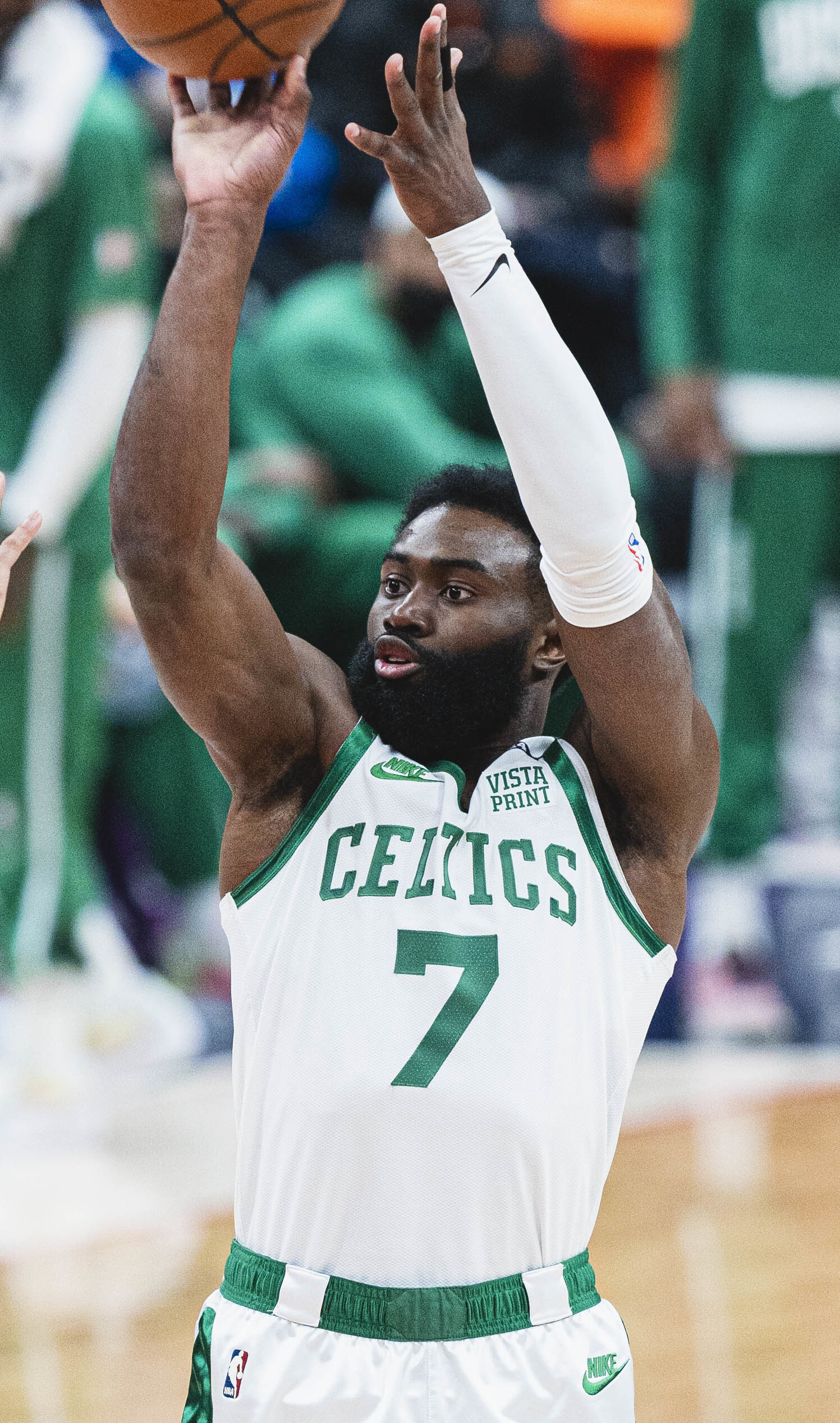
Jaylen Brown, nominato MVP delle NBA Finals vinte contro i Dallas Mavericks.

Il 14 marzo 2024, con la loro vittoria per 117-107 sui Phoenix Suns (e la contemporanea sconfitta dei Philadelphia 76ers contro i Milwaukee Bucks per 114-105) i Celtics hanno ottenuto la loro qualificazione ai playoff. Sei giorni più tardi, il 20 marzo 2024, con la loro vittoria sempre sui Bucks con il punteggio di 122-119 (in una striscia di ben 7 vittorie consecutive), i Celtics hanno ottenuto il titolo di campioni della Atlantic Division per la terza stagione consecutiva. Tre giorni dopo, il 23 marzo 2024, con la qualificazione ai playoff già in tasca i Celtcs hanno battuto i Bulls 124-113 ottenendo il diritto automatico di essere testa di serie n. 1 nel tabellone per la prima volta dalla stagione 2016-2017.
Il 3 aprile 2024, con la vittoria contro gli Oklahoma City Thunder con il punteggio di 135-100, i Celtcs hanno matematicamente ottenuto il miglior record stagionale tra tutte le squadre della lega, assicurandosi in tal modo il vantaggio di giocare più partite casalinghe in tutte le fasi dei playoff per la prima volta dalla stagione 2007-2008. Inoltre, era dalla stagione 2008-2009 che i Celtics non sfondavano quota 60 vittorie nella regular season.
Nei successivi playoff, i Celtics sono riusciti in 10 gare complessive ad eliminare prima i Miami Heat e successivamente i Cleveland Cavaliers, per poi sconfiggere nettamente gli Indiana Pacers in quattro gare, raggiungendo in tal modo le NBA Finals per la seconda volta in tre stagioni. I Celtics sono riusciti ad accedere alla sfida decisiva nonostante avessero dovuto fare a meno di Kristaps Porziņģis: il giocatore lettone è poi riuscito a ritornare in campo durante le NBA Finals, per poi ritornare indisponibile nelle ultime tre gare della sfida decisiva.
Nelle Finals i Celtics hanno quindi dovuto affrontare i Dallas Mavericks. Dopo essersi portati avanti nella serie per 3-0 ed essere usciti sconfitti in gara 4 con un pesante passivo di ben 38 punti, il 17 giugno 2024 i Celtics si sono laureati campioni della NBA nella stagione 2023-2024 in gara 5, riuscendo a tenere i Mavericks sotto quota 100 punti. Per i Celtics si è trattato del 18º titolo della loro storia (era dal 2008 che non ottenevano tale risultato), diventando in tal modo la franchigia ad aver ottenuto più titoli nell'intera storia della NBA.

## Draft
| Giro | Scelta | Giocatore       | Ruolo | Nazionalità            | Università/Squadra |
| ---- | ------ | --------------- | ----- | ---------------------- | ------------------ |
| 2    | 35     | Julian Phillips | A     | Stati Uniti (bandiera) | Tennessee          |

Al Draft 2023 i Boston Celtics aveva a propria disposizione una scelta al 2º giro. La loro scelta al 1º giro era stata in precedenza ceduta agli Indiana Pacers nella trade che la stagione precedente ha portato a Boston Malcolm Brogdon.

## Roster
| \| Pos. \| Num. \| Naz. \| Nome \| Altezza \| Peso \| Data nascita \| Provenienza \| \| ---- \| ---- \| ---- \| ---------------------- \| ------- \| ------ \| ------------ \| ------------------- \| \| A \| 12 \| \| Brissett, Oshae \| 201 cm \| 95 kg \| 20-06-1998 \| Syracuse \| \| G/AP \| 7 \| \| Brown, Jaylen (C) \| 198 cm \| 101 kg \| 24-10-1996 \| UC Berkeley \| \| G \| 20 \| \| Davison, JD (TW) \| 191 cm \| 88 kg \| 3-10-2002 \| Alabama \| \| A \| 30 \| \| Hauser, Sam \| 201 cm \| 99 kg \| 08-12-1997 \| Virginia \| \| G \| 4 \| \| Holiday, Jrue \| 193 cm \| 93 kg \| 12-06-1990 \| UCLA \| \| A/C \| 42 \| \| Horford, Al \| 206 cm \| 109 kg \| 03-06-1986 \| Florida \| \| C \| 40 \| \| Kornet, Luke \| 216 cm \| 113 kg \| 15-07-1995 \| Vanderbilt \| \| G/AP \| 50 \| \| Mychajljuk, Svjatoslav \| 201 cm \| 93 kg \| 10-06-1997 \| Kansas \| \| A \| 13 \| \| Peterson, Drew (TW) \| 206 cm \| 93 kg \| 9-11-1999 \| Southern California \| \| A \| 8 \| \| Porziņģis, Kristaps \| 218 cm \| 109 kg \| 02-08-1995 \| Lettonia \| \| G \| 11 \| \| Pritchard, Payton \| 185 cm \| 88 kg \| 28-01-1998 \| Oregon \| \| C \| 88 \| \| Queta, Neemias (TW) \| 213 cm \| 112 kg \| 13-07-1999 \| Utah State \| \| G \| 44 \| \| Springer, Jaden \| 191 cm \| 92 kg \| 25-09-2002 \| Tennessee \| \| AP \| 0 \| \| Tatum, Jayson (C) \| 203 cm \| 95 kg \| 03-03-1998 \| Duke \| \| A/C \| 26 \| \| Tillman, Xavier \| 201 cm \| 111 kg \| 12-01-1999 \| Michigan State \| \| G/AP \| 27 \| \| Walsh, Jordan \| 198 cm \| 93 kg \| 03-03-2004 \| Arkansas \| \| G \| 9 \| \| White, Derrick \| 193 cm \| 86 kg \| 02-07-1994 \| Colorado \| | Allenatore - Joe Mazzulla Assistente/i - Sam Cassell - Anthony Dobbins - Amile Jefferson - Charles Lee - D.J. MacLeay - Matt Reynolds Legenda - (C) Capitano - (FA) Free agent - (S) Sospeso - (TW) Contratto Two-way - (GL) Assegnato a squadra G League affiliata - Infortunato Roster • Transazioni · Ultima transazione: 8 febbraio 2024 |                            |                        |         |        |              |                     |
| Pos. | Num. | Naz.                       | Nome                   | Altezza | Peso   | Data nascita | Provenienza         |
| A | 12 | Canada (bandiera)          | Brissett, Oshae        | 201 cm  | 95 kg  | 20-06-1998   | Syracuse            |
| G/AP | 7 | Stati Uniti (bandiera)     | Brown, Jaylen (C)      | 198 cm  | 101 kg | 24-10-1996   | UC Berkeley         |
| G | 20 | Stati Uniti (bandiera)     | Davison, JD (TW)       | 191 cm  | 88 kg  | 3-10-2002    | Alabama             |
| A | 30 | Stati Uniti (bandiera)     | Hauser, Sam            | 201 cm  | 99 kg  | 08-12-1997   | Virginia            |
| G | 4 | Stati Uniti (bandiera)     | Holiday, Jrue          | 193 cm  | 93 kg  | 12-06-1990   | UCLA                |
| A/C | 42 | Rep. Dominicana (bandiera) | Horford, Al            | 206 cm  | 109 kg | 03-06-1986   | Florida             |
| C | 40 | Stati Uniti (bandiera)     | Kornet, Luke           | 216 cm  | 113 kg | 15-07-1995   | Vanderbilt          |
| G/AP | 50 | Ucraina (bandiera)         | Mychajljuk, Svjatoslav | 201 cm  | 93 kg  | 10-06-1997   | Kansas              |
| A | 13 | Stati Uniti (bandiera)     | Peterson, Drew (TW)    | 206 cm  | 93 kg  | 9-11-1999    | Southern California |
| A | 8 | Lettonia (bandiera)        | Porziņģis, Kristaps    | 218 cm  | 109 kg | 02-08-1995   | Lettonia            |
| G | 11 | Stati Uniti (bandiera)     | Pritchard, Payton      | 185 cm  | 88 kg  | 28-01-1998   | Oregon              |
| C | 88 | Portogallo (bandiera)      | Queta, Neemias (TW)    | 213 cm  | 112 kg | 13-07-1999   | Utah State          |
| G | 44 | Stati Uniti (bandiera)     | Springer, Jaden        | 191 cm  | 92 kg  | 25-09-2002   | Tennessee           |
| AP | 0 | Stati Uniti (bandiera)     | Tatum, Jayson (C)      | 203 cm  | 95 kg  | 03-03-1998   | Duke                |
| A/C | 26 | Stati Uniti (bandiera)     | Tillman, Xavier        | 201 cm  | 111 kg | 12-01-1999   | Michigan State      |
| G/AP | 27 | Stati Uniti (bandiera)     | Walsh, Jordan          | 198 cm  | 93 kg  | 03-03-2004   | Arkansas            |
| G | 9 | Stati Uniti (bandiera)     | White, Derrick         | 193 cm  | 86 kg  | 02-07-1994   | Colorado            |

## Uniformi
- Casa

| Divisa |

- Trasferta

| Divisa |

- Alternativa

| Divisa |

- Alternativa

| Divisa |

- Alternativa

| Divisa |

## Risultati

### Preseason
| Preseason 2023                                    | Preseason 2023                                    | Preseason 2023                                    | Preseason 2023                                    | Preseason 2023                                    | Preseason 2023                                    | Preseason 2023                                    | Preseason 2023                                    | Preseason 2023                                    |
| Record preseason: 4–1 (Casa: 2–0; Trasferta: 2–1) | Record preseason: 4–1 (Casa: 2–0; Trasferta: 2–1) | Record preseason: 4–1 (Casa: 2–0; Trasferta: 2–1) | Record preseason: 4–1 (Casa: 2–0; Trasferta: 2–1) | Record preseason: 4–1 (Casa: 2–0; Trasferta: 2–1) | Record preseason: 4–1 (Casa: 2–0; Trasferta: 2–1) | Record preseason: 4–1 (Casa: 2–0; Trasferta: 2–1) | Record preseason: 4–1 (Casa: 2–0; Trasferta: 2–1) | Record preseason: 4–1 (Casa: 2–0; Trasferta: 2–1) |
| Partita                                           | Data                                              | Avversario                                        | Punteggio                                         | Più punti                                         | Più rimbalzi                                      | Più assist                                        | Stadio e spettatori                               | Record                                            |
| ------------------------------------------------- | ------------------------------------------------- | ------------------------------------------------- | ------------------------------------------------- | ------------------------------------------------- | ------------------------------------------------- | ------------------------------------------------- | ------------------------------------------------- | ------------------------------------------------- |
| 1                                                 | 8.10.2023                                         | Philadelphia                                      | V 114–106                                         | Pritchard (26)                                    | Tatum (10)                                        | Tatum (5)                                         | TD Garden (19.156)                                | 1–0                                               |
| 2                                                 | 9.10.2023                                         | @ New York                                        | S 107–114                                         | Pritchard (21)                                    | Hauser, Stevens (8)                               | Pritchard (5)                                     | Madison Square Garden (19.512)                    | 1–1                                               |
| 3                                                 | 11.10.2023                                        | @ Philadelphia                                    | V 112–101                                         | Pritchard (17)                                    | Brissett, Mychajljuk (6)                          | White (4)                                         | Wells Fargo Center (20.497)                       | 2–1                                               |
| 4                                                 | 17.10.2023                                        | New York                                          | V 123–110                                         | Tatum (28)                                        | Porziņģis, Tatum (8)                              | Brown (6)                                         | TD Garden (19.156)                                | 3–1                                               |
| 5                                                 | 19.10.2023                                        | @ Charlotte                                       | V 127–99                                          | Brown (20)                                        | Porziņģis (12)                                    | Pritchard (8)                                     | Spectrum Center (12.590)                          | 4–1                                               |

### Regular season
È la prima stagione della NBA in cui tutte le squadre hanno partecipato ad un torneo separato a metà del calendario, l'In-Season Tournament, disputato dal 3 novembre al 9 dicembre 2023. Le partite disputate nell'ambito di questo torneo sono state comunque prese in considerazione nelle rispettive classifiche di division e di conference, tranne la finale.

#### Ottobre 2023
| Stagione - Ottobre 2023                         | Stagione - Ottobre 2023                         | Stagione - Ottobre 2023                         | Stagione - Ottobre 2023                         | Stagione - Ottobre 2023                         | Stagione - Ottobre 2023                         | Stagione - Ottobre 2023                         | Stagione - Ottobre 2023                         | Stagione - Ottobre 2023                         |
| Record Ottobre: 3–0 (Casa: 1–0; Trasferta: 2–0) | Record Ottobre: 3–0 (Casa: 1–0; Trasferta: 2–0) | Record Ottobre: 3–0 (Casa: 1–0; Trasferta: 2–0) | Record Ottobre: 3–0 (Casa: 1–0; Trasferta: 2–0) | Record Ottobre: 3–0 (Casa: 1–0; Trasferta: 2–0) | Record Ottobre: 3–0 (Casa: 1–0; Trasferta: 2–0) | Record Ottobre: 3–0 (Casa: 1–0; Trasferta: 2–0) | Record Ottobre: 3–0 (Casa: 1–0; Trasferta: 2–0) | Record Ottobre: 3–0 (Casa: 1–0; Trasferta: 2–0) |
| Partita                                         | Data                                            | Avversario                                      | Punteggio                                       | Più punti                                       | Più rimbalzi                                    | Più assist                                      | Stadio (spettatori)                             | Record                                          |
| ----------------------------------------------- | ----------------------------------------------- | ----------------------------------------------- | ----------------------------------------------- | ----------------------------------------------- | ----------------------------------------------- | ----------------------------------------------- | ----------------------------------------------- | ----------------------------------------------- |
| 1                                               | 25.10.2023                                      | @ New York                                      | V 108–104                                       | Tatum (34)                                      | Tatum (11)                                      | Brown (5)                                       | Madison Square Garden (19.812)                  | 1–0                                             |
| 2                                               | 27.10.2023                                      | Miami                                           | V 119–111                                       | White (28)                                      | Holiday, Horford (10)                           | Holiday (7)                                     | TD Garden (19.156)                              | 2–0                                             |
| 3                                               | 30.10.2023                                      | @ Washington                                    | V 126–107                                       | Brown (36)                                      | Hauser (8)                                      | White (8)                                       | Capital One Arena (17.898)                      | 3–0                                             |

#### Novembre 2023
| Stagione - Novembre 2023                          | Stagione - Novembre 2023                          | Stagione - Novembre 2023                          | Stagione - Novembre 2023                          | Stagione - Novembre 2023                          | Stagione - Novembre 2023                          | Stagione - Novembre 2023                          | Stagione - Novembre 2023                          | Stagione - Novembre 2023                          |
| Record Novembre: 11–4 (Casa: 7–0; Trasferta: 4–4) | Record Novembre: 11–4 (Casa: 7–0; Trasferta: 4–4) | Record Novembre: 11–4 (Casa: 7–0; Trasferta: 4–4) | Record Novembre: 11–4 (Casa: 7–0; Trasferta: 4–4) | Record Novembre: 11–4 (Casa: 7–0; Trasferta: 4–4) | Record Novembre: 11–4 (Casa: 7–0; Trasferta: 4–4) | Record Novembre: 11–4 (Casa: 7–0; Trasferta: 4–4) | Record Novembre: 11–4 (Casa: 7–0; Trasferta: 4–4) | Record Novembre: 11–4 (Casa: 7–0; Trasferta: 4–4) |
| Partita                                           | Data                                              | Avversario                                        | Punteggio                                         | Più punti                                         | Più rimbalzi                                      | Più assist                                        | Stadio (spettatori)                               | Record                                            |
| ------------------------------------------------- | ------------------------------------------------- | ------------------------------------------------- | ------------------------------------------------- | ------------------------------------------------- | ------------------------------------------------- | ------------------------------------------------- | ------------------------------------------------- | ------------------------------------------------- |
| 4                                                 | 1.11.2023                                         | Indiana                                           | V 155–104                                         | Tatum (30)                                        | Tatum (12)                                        | Pritchard (9)                                     | TD Garden (19.156)                                | 4–0                                               |
| 5                                                 | 4.11.2023                                         | @ Brooklyn                                        | V 124–114                                         | Tatum (32)                                        | Tatum (11)                                        | Holiday (10)                                      | Barclays Center (17.983)                          | 5–0                                               |
| 6                                                 | 6.11.2023                                         | @ Minnesota                                       | S 109–114 (OT)                                    | Tatum (32)                                        | Holiday (11)                                      | Holiday (6)                                       | Target Center (18.024)                            | 5–1                                               |
| 7                                                 | 8.11.2023                                         | @ Philadelphia                                    | S 103–106                                         | Porziņģis (29)                                    | Tatum (15)                                        | Tatum (6)                                         | Wells Fargo Center (19.953)                       | 5–2                                               |
| 8                                                 | 10.11.2023                                        | Brooklyn                                          | V 121–107                                         | Brown (28)                                        | Holiday (12)                                      | Holiday (9)                                       | TD Garden (19.156)                                | 6–2                                               |
| 9                                                 | 11.11.2023                                        | Toronto                                           | V 114–97                                          | Brown (29)                                        | Horford, Porziņģis (7)                            | Holiday (7)                                       | TD Garden (19.156)                                | 7–2                                               |
| 10                                                | 13.11.2023                                        | New York                                          | V 114–98                                          | Tatum (35)                                        | Holiday (7)                                       | Tatum (7)                                         | TD Garden (19.156)                                | 8–2                                               |
| 11                                                | 15.11.2023                                        | @ Philadelphia                                    | V 117–107                                         | Tatum (29)                                        | Holiday (10)                                      | Tatum (6)                                         | Wells Fargo Center (19.773)                       | 9–2                                               |
| 12                                                | 17.11.2023                                        | @ Toronto                                         | V 108–105                                         | Brown (23)                                        | Porziņģis (12)                                    | Holiday, Porziņģis, White (5)                     | Scotiabank Arena (19.800)                         | 10–2                                              |
| 13                                                | 19.11.2023                                        | @ Memphis                                         | V 102–100                                         | Porziņģis (26)                                    | Tatum (9)                                         | Tatum (5)                                         | FedExForum (17.798)                               | 11–2                                              |
| 14                                                | 20.11.2023                                        | @ Charlotte                                       | S 118–121 (OT)                                    | Tatum (45)                                        | Tatum (13)                                        | Tatum (6)                                         | Spectrum Center (19.134)                          | 11–3                                              |
| 15                                                | 22.11.2023                                        | Milwaukee                                         | V 119–116                                         | Brown (26)                                        | Tatum (11)                                        | Brown (8)                                         | TD Garden (19.156)                                | 12–3                                              |
| 16                                                | 24.11.2023                                        | @ Orlando                                         | S 96–113                                          | Tatum (26)                                        | Kornet (6)                                        | White (4)                                         | Amway Center (18.846)                             | 12–4                                              |
| 17                                                | 26.11.2023                                        | Atlanta                                           | V 113–103                                         | Tatum (34)                                        | Horford (15)                                      | White (11)                                        | TD Garden (19.156)                                | 13–4                                              |
| 18                                                | 28.11.2023                                        | Chicago                                           | V 124–97                                          | Brown (30)                                        | Hauser (10)                                       | Holiday (9)                                       | TD Garden (19.156)                                | 14–4                                              |

#### Dicembre 2023
| Stagione - Dicembre 2023                          | Stagione - Dicembre 2023                          | Stagione - Dicembre 2023                          | Stagione - Dicembre 2023                          | Stagione - Dicembre 2023                          | Stagione - Dicembre 2023                          | Stagione - Dicembre 2023                          | Stagione - Dicembre 2023                          | Stagione - Dicembre 2023                          |
| Record Dicembre: 12–2 (Casa: 8–0; Trasferta: 4–2) | Record Dicembre: 12–2 (Casa: 8–0; Trasferta: 4–2) | Record Dicembre: 12–2 (Casa: 8–0; Trasferta: 4–2) | Record Dicembre: 12–2 (Casa: 8–0; Trasferta: 4–2) | Record Dicembre: 12–2 (Casa: 8–0; Trasferta: 4–2) | Record Dicembre: 12–2 (Casa: 8–0; Trasferta: 4–2) | Record Dicembre: 12–2 (Casa: 8–0; Trasferta: 4–2) | Record Dicembre: 12–2 (Casa: 8–0; Trasferta: 4–2) | Record Dicembre: 12–2 (Casa: 8–0; Trasferta: 4–2) |
| Partita                                           | Data                                              | Avversario                                        | Punteggio                                         | Più punti                                         | Più rimbalzi                                      | Più assist                                        | Stadio (spettatori)                               | Record                                            |
| ------------------------------------------------- | ------------------------------------------------- | ------------------------------------------------- | ------------------------------------------------- | ------------------------------------------------- | ------------------------------------------------- | ------------------------------------------------- | ------------------------------------------------- | ------------------------------------------------- |
| 19                                                | 1.12.2023                                         | Philadelphia                                      | V 125–119                                         | Tatum, White (21)                                 | Tatum (7)                                         | Holiday (6)                                       | TD Garden (19.156)                                | 15–4                                              |
| 20                                                | 4.12.2023                                         | @ Indiana                                         | S 112–122                                         | Tatum (32)                                        | Tatum (12)                                        | White (8)                                         | Gainbridge Fieldhouse (16.693)                    | 15–5                                              |
| 21                                                | 8.12.2023                                         | New York                                          | V 133–123                                         | White (30)                                        | Horford (10)                                      | Holiday, Tatum (5)                                | TD Garden (19.156)                                | 16–5                                              |
| 22                                                | 12.12.2023                                        | Cleveland                                         | V 120–113                                         | Brown, Tatum (25)                                 | Tatum, Porziņģis (10)                             | Tatum (5)                                         | TD Garden (19.156)                                | 17–5                                              |
| 23                                                | 14.12.2023                                        | Cleveland                                         | V 116–107                                         | Tatum (27)                                        | Tatum (11)                                        | Brown (5)                                         | TD Garden (19.156)                                | 18–5                                              |
| 24                                                | 15.12.2023                                        | Orlando                                           | V 128–111                                         | Tatum (30)                                        | Hauser (7)                                        | White (8)                                         | TD Garden (19.156)                                | 19–5                                              |
| 25                                                | 17.12.2023                                        | Orlando                                           | V 114–97                                          | Brown (31)                                        | Porziņģis (10)                                    | Brown (6)                                         | TD Garden (19.156)                                | 20–5                                              |
| 26                                                | 19.12.2023                                        | @ Golden State                                    | S 126–132 (OT)                                    | White (30)                                        | Horford (12)                                      | Brown, Tatum (7)                                  | Chase Center (18.064)                             | 20–6                                              |
| 27                                                | 20.12.2023                                        | @ Sacramento                                      | V 144–119                                         | Brown, White (28)                                 | Porziņģis (9)                                     | Holiday (10)                                      | Golden 1 Center (17.874)                          | 21–6                                              |
| 28                                                | 23.12.2023                                        | @ LA Clippers                                     | V 145–108                                         | Tatum (30)                                        | Queta (12)                                        | Holiday (7)                                       | Crypto.com Arena (19.370)                         | 22–6                                              |
| 29                                                | 25.12.2023                                        | @ LA Lakers                                       | V 126–115                                         | Porziņģis (28)                                    | Porziņģis (11)                                    | White (11)                                        | Crypto.com Arena (18.997)                         | 23–6                                              |
| 30                                                | 28.12.2023                                        | Detroit                                           | V 128–122 (OT)                                    | Porziņģis (35)                                    | Holiday (9)                                       | Tatum (10)                                        | TD Garden (19.156)                                | 24–6                                              |
| 31                                                | 29.12.2023                                        | Toronto                                           | V 120–118                                         | Brown (31)                                        | Brown (10)                                        | White (7)                                         | TD Garden (19.156)                                | 25–6                                              |
| 32                                                | 31.12.2023                                        | @ San Antonio                                     | V 134–101                                         | Tatum (25)                                        | Porziņģis (9)                                     | Pritchard (7)                                     | AT&T Center (18.886)                              | 26–6                                              |

#### Gennaio 2023
| Stagione - Gennaio 2024                          | Stagione - Gennaio 2024                          | Stagione - Gennaio 2024                          | Stagione - Gennaio 2024                          | Stagione - Gennaio 2024                          | Stagione - Gennaio 2024                          | Stagione - Gennaio 2024                          | Stagione - Gennaio 2024                          | Stagione - Gennaio 2024                          |
| Record Gennaio: 11–5 (Casa: 6–2; Trasferta: 5–3) | Record Gennaio: 11–5 (Casa: 6–2; Trasferta: 5–3) | Record Gennaio: 11–5 (Casa: 6–2; Trasferta: 5–3) | Record Gennaio: 11–5 (Casa: 6–2; Trasferta: 5–3) | Record Gennaio: 11–5 (Casa: 6–2; Trasferta: 5–3) | Record Gennaio: 11–5 (Casa: 6–2; Trasferta: 5–3) | Record Gennaio: 11–5 (Casa: 6–2; Trasferta: 5–3) | Record Gennaio: 11–5 (Casa: 6–2; Trasferta: 5–3) | Record Gennaio: 11–5 (Casa: 6–2; Trasferta: 5–3) |
| Partita                                          | Data                                             | Avversario                                       | Punteggio                                        | Più punti                                        | Più rimbalzi                                     | Più assist                                       | Stadio (spettatori)                              | Record                                           |
| ------------------------------------------------ | ------------------------------------------------ | ------------------------------------------------ | ------------------------------------------------ | ------------------------------------------------ | ------------------------------------------------ | ------------------------------------------------ | ------------------------------------------------ | ------------------------------------------------ |
| 31                                               | 2.1.2024                                         | @ Oklahoma                                       | S 123–127                                        | Porziņģis (34)                                   | Tatum (13)                                       | Tatum (8)                                        | Paycom Center (18.203)                           | 26–7                                             |
| 32                                               | 5.1.2024                                         | Utah                                             | V 126–97                                         | Tatum (30)                                       | Tatum (9)                                        | Brown, Tatum (5)                                 | TD Garden (19.156)                               | 27–7                                             |
| 33                                               | 6.1.2024                                         | @ Indiana                                        | V 118–101                                        | Tatum (38)                                       | Tatum (13)                                       | Horford (8)                                      | Gainbridge Fieldhouse (16.693)                   | 28–7                                             |
| 34                                               | 8.1.2024                                         | @ Indiana                                        | S 131–133                                        | Brown (40)                                       | Pritchard (7)                                    | Porziņģis (7)                                    | Gainbridge Fieldhouse (16.009)                   | 28–8                                             |
| 35                                               | 10.1.2024                                        | Minnesota                                        | V 127–120 (OT)                                   | Tatum (45)                                       | Brown (11)                                       | White (6)                                        | TD Garden (19.156)                               | 29–8                                             |
| 36                                               | 11.1.2024                                        | @ Milwaukee                                      | S 102–135                                        | Pritchard (21)                                   | 5 giocatori (4)                                  | Porziņģis, Pritchard (4)                         | Fiserv Forum (17.781)                            | 29–9                                             |
| 37                                               | 13.1.2024                                        | Houston                                          | V 145–113                                        | Brown (32)                                       | Tatum (8)                                        | 3 giocatori (5)                                  | TD Garden (19.156)                               | 30–9                                             |
| 38                                               | 15.1.2024                                        | @ Toronto                                        | V 105–96                                         | Holiday, White (22)                              | Tatum (14)                                       | Holiday (7)                                      | Scotiabank Arena (19.278)                        | 31–9                                             |
| 39                                               | 17.1.2024                                        | San Antonio                                      | V 117–98                                         | Tatum (24)                                       | Kornet (9)                                       | Brown (5)                                        | TD Garden (19.156)                               | 32–9                                             |
| 40                                               | 19.1.2024                                        | Denver                                           | S 100–102                                        | White (24)                                       | Horford (10)                                     | Tatum, White (5)                                 | TD Garden (19.156)                               | 32–10                                            |
| 41                                               | 21.1.2024                                        | @ Houston                                        | V 116–107                                        | Porziņģis (32)                                   | Brown, White (11)                                | Brown (10)                                       | Toyota Center (18.055)                           | 33–10                                            |
| 42                                               | 22.1.2024                                        | @ Dallas                                         | V 119–110                                        | Tatum (39)                                       | Tatum (11)                                       | Holiday, Pritchard (6)                           | American Airlines Center (20.277)                | 34–10                                            |
| 43                                               | 25.1.2024                                        | @ Miami                                          | V 143–110                                        | Tatum (26)                                       | Tatum (8)                                        | Horford, White (6)                               | Kaseya Center (20.074)                           | 35–10                                            |
| 44                                               | 27.1.2024                                        | LA Clippers                                      | S 96–115                                         | Tatum (21)                                       | Tatum (11)                                       | Holiday (4)                                      | TD Garden (19.156)                               | 35–11                                            |
| 45                                               | 29.1.2024                                        | New Orleans                                      | V 118–112                                        | Tatum (28)                                       | Brown (11)                                       | Tatum (8)                                        | TD Garden (19.156)                               | 36–11                                            |
| 46                                               | 30.1.2024                                        | Indiana                                          | V 129–124                                        | Tatum (30)                                       | Porziņģis (12)                                   | Tatum (7)                                        | TD Garden (19.156)                               | 37–11                                            |

#### Febbraio 2023
| Stagione - Febbraio 2024                         | Stagione - Febbraio 2024                         | Stagione - Febbraio 2024                         | Stagione - Febbraio 2024                         | Stagione - Febbraio 2024                         | Stagione - Febbraio 2024                         | Stagione - Febbraio 2024                         | Stagione - Febbraio 2024                         | Stagione - Febbraio 2024                         |
| Record Febbraio: 9–1 (Casa: 5–1; Trasferta: 4–0) | Record Febbraio: 9–1 (Casa: 5–1; Trasferta: 4–0) | Record Febbraio: 9–1 (Casa: 5–1; Trasferta: 4–0) | Record Febbraio: 9–1 (Casa: 5–1; Trasferta: 4–0) | Record Febbraio: 9–1 (Casa: 5–1; Trasferta: 4–0) | Record Febbraio: 9–1 (Casa: 5–1; Trasferta: 4–0) | Record Febbraio: 9–1 (Casa: 5–1; Trasferta: 4–0) | Record Febbraio: 9–1 (Casa: 5–1; Trasferta: 4–0) | Record Febbraio: 9–1 (Casa: 5–1; Trasferta: 4–0) |
| Partita                                          | Data                                             | Avversario                                       | Punteggio                                        | Più punti                                        | Più rimbalzi                                     | Più assist                                       | Stadio (spettatori)                              | Record                                           |
| ------------------------------------------------ | ------------------------------------------------ | ------------------------------------------------ | ------------------------------------------------ | ------------------------------------------------ | ------------------------------------------------ | ------------------------------------------------ | ------------------------------------------------ | ------------------------------------------------ |
| 47                                               | 1.2.2024                                         | LA Lakers                                        | S 105–114                                        | Tatum (23)                                       | Horford (9)                                      | Brown, Holiday (7)                               | TD Garden (19.156)                               | 37–12                                            |
| 48                                               | 4.2.2024                                         | Memphis                                          | V 131–91                                         | Tatum (34)                                       | 4 giocatori (8)                                  | Tatum (7)                                        | TD Garden (19.156)                               | 38–12                                            |
| 49                                               | 7.2.2024                                         | Atlanta                                          | V 125–117                                        | Porziņģis (31)                                   | Tatum (9)                                        | Horford (8)                                      | TD Garden (19.156)                               | 39–12                                            |
| 50                                               | 9.2.2024                                         | Washington                                       | V 133–129                                        | Tatum (35)                                       | Porziņģis (11)                                   | Tatum (9)                                        | TD Garden (19.156)                               | 40–12                                            |
| 51                                               | 11.2.2024                                        | @ Miami                                          | V 110–106                                        | Tatum (26)                                       | Tatum (10)                                       | Tatum (9)                                        | Kaseya Center (20.049)                           | 41–12                                            |
| 52                                               | 13.2.2024                                        | @ Brooklyn                                       | V 118–110                                        | Tatum (41)                                       | Tatum (14)                                       | Holiday (12)                                     | Barclays Center (18.053)                         | 42–12                                            |
| 53                                               | 14.2.2024                                        | Brooklyn                                         | V 136–86                                         | Pritchard (28)                                   | Kornet (8)                                       | Tatum (9)                                        | TD Garden (19.156)                               | 43–12                                            |
| Pausa All-Star Game                              |                                                  |                                                  |                                                  |                                                  |                                                  |                                                  |                                                  |                                                  |
| 54                                               | 22.2.2024                                        | @ Chicago                                        | V 129–112                                        | White (28)                                       | Tatum (7)                                        | Holiday (6)                                      | United Center (20.313)                           | 44–12                                            |
| 55                                               | 24.2.2024                                        | @ New York                                       | V 116–102                                        | Brown (30)                                       | Brown (8)                                        | 3 giocatori (6)                                  | Madison Square Garden (19.812)                   | 45–12                                            |
| 56                                               | 27.2.2024                                        | Philadelphia                                     | V 117–99                                         | Tatum (29)                                       | Porziņģis (12)                                   | Tatum (8)                                        | TD Garden (19.156)                               | 46–12                                            |

#### Marzo 2024
| Stagione - Marzo 2024                          | Stagione - Marzo 2024                          | Stagione - Marzo 2024                          | Stagione - Marzo 2024                          | Stagione - Marzo 2024                          | Stagione - Marzo 2024                          | Stagione - Marzo 2024                          | Stagione - Marzo 2024                          | Stagione - Marzo 2024                          |
| Record Marzo: 12–4 (Casa: 5–0; Trasferta: 7–4) | Record Marzo: 12–4 (Casa: 5–0; Trasferta: 7–4) | Record Marzo: 12–4 (Casa: 5–0; Trasferta: 7–4) | Record Marzo: 12–4 (Casa: 5–0; Trasferta: 7–4) | Record Marzo: 12–4 (Casa: 5–0; Trasferta: 7–4) | Record Marzo: 12–4 (Casa: 5–0; Trasferta: 7–4) | Record Marzo: 12–4 (Casa: 5–0; Trasferta: 7–4) | Record Marzo: 12–4 (Casa: 5–0; Trasferta: 7–4) | Record Marzo: 12–4 (Casa: 5–0; Trasferta: 7–4) |
| Partita                                        | Data                                           | Avversario                                     | Punteggio                                      | Più punti                                      | Più rimbalzi                                   | Più assist                                     | Stadio (spettatori)                            | Record                                         |
| ---------------------------------------------- | ---------------------------------------------- | ---------------------------------------------- | ---------------------------------------------- | ---------------------------------------------- | ---------------------------------------------- | ---------------------------------------------- | ---------------------------------------------- | ---------------------------------------------- |
| 57                                             | 1.3.2024                                       | Dallas                                         | V 138–110                                      | Tatum (32)                                     | Horford, Tatum (8)                             | White (8)                                      | TD Garden (19.156)                             | 47–12                                          |
| 58                                             | 3.3.2024                                       | Golden State                                   | V 140–88                                       | Brown (29)                                     | Brissett (8)                                   | White (8)                                      | TD Garden (19.156)                             | 48–12                                          |
| 59                                             | 5.3.2024                                       | @ Cleveland                                    | S 104–105                                      | Tatum (26)                                     | Tatum (13)                                     | White (7)                                      | Rocket Mortgage FieldHouse (19.432)            | 48–13                                          |
| 60                                             | 7.3.2024                                       | @ Denver                                       | S 109–115                                      | Brown (41)                                     | Brown (14)                                     | Tatum (8)                                      | Ball Arena (19.855)                            | 48–14                                          |
| 61                                             | 9.3.2024                                       | @ Phoenix                                      | V 117–107                                      | Tatum (29)                                     | Horford (12)                                   | White (9)                                      | Footprint Center (17.071)                      | 49–14                                          |
| 62                                             | 11.3.2024                                      | @ Portland                                     | V 121–99                                       | Brown (27)                                     | Pritchard (8)                                  | Tatum, Pritchard (8)                           | Moda Center (18.480)                           | 50–14                                          |
| 63                                             | 12.3.2024                                      | @ Utah                                         | V 123–107                                      | Tatum (38)                                     | Kornet (9)                                     | Holiday (8)                                    | Vivint Arena (18.206)                          | 51–14                                          |
| 64                                             | 14.3.2024                                      | Phoenix                                        | V 127–112                                      | Brown (37)                                     | White (8)                                      | Holiday (10)                                   | TD Garden (19.156)                             | 52–14                                          |
| 65                                             | 17.3.2024                                      | @ Washington                                   | V 130–104                                      | Hauser, Tatum (30)                             | 3 giocatori (6)                                | Pritchard (13)                                 | Capital One Arena (20.333)                     | 53–14                                          |
| 66                                             | 18.3.2024                                      | Detroit                                        | V 119–94                                       | Brown (31)                                     | Kornet, White (10)                             | White (10)                                     | TD Garden (19.156)                             | 54–14                                          |
| 67                                             | 20.3.2024                                      | Milwaukee                                      | V 122–119                                      | Tatum (31)                                     | Brown, Tatum (8)                               | White (8)                                      | TD Garden (19.156)                             | 55–14                                          |
| 68                                             | 22.3.2024                                      | @ Detroit                                      | V 129–102                                      | Brown (33)                                     | White (8)                                      | White (11)                                     | Little Caesars Arena (19.994)                  | 56–14                                          |
| 69                                             | 23.3.2024                                      | @ Chicago                                      | V 124–113                                      | Tatum (26)                                     | Kornet (13)                                    | Pritchard (8)                                  | United Center (21.198)                         | 57–14                                          |
| 70                                             | 25.3.2024                                      | @ Atlanta                                      | S 118–120                                      | Tatum (37)                                     | Horford (9)                                    | Pritchard (6)                                  | State Farm Arena (17.405)                      | 57–15                                          |
| 71                                             | 28.3.2024                                      | @ Atlanta                                      | S 122–123 (OT)                                 | Tatum (31)                                     | Tatum (13)                                     | Tatum (6)                                      | State Farm Arena (17.743)                      | 57–16                                          |
| 72                                             | 30.3.2024                                      | @ New Orleans                                  | V 104–92                                       | Tatum (23)                                     | Porziņģis (10)                                 | Holiday (7)                                    | Smoothie King Center (17.932)                  | 58–16                                          |

#### Aprile 2024
| Stagione - Aprile 2024                         | Stagione - Aprile 2024                         | Stagione - Aprile 2024                         | Stagione - Aprile 2024                         | Stagione - Aprile 2024                         | Stagione - Aprile 2024                         | Stagione - Aprile 2024                         | Stagione - Aprile 2024                         | Stagione - Aprile 2024                         |
| Record Aprile: 6–2 (Casa: 5–1; Trasferta: 1–1) | Record Aprile: 6–2 (Casa: 5–1; Trasferta: 1–1) | Record Aprile: 6–2 (Casa: 5–1; Trasferta: 1–1) | Record Aprile: 6–2 (Casa: 5–1; Trasferta: 1–1) | Record Aprile: 6–2 (Casa: 5–1; Trasferta: 1–1) | Record Aprile: 6–2 (Casa: 5–1; Trasferta: 1–1) | Record Aprile: 6–2 (Casa: 5–1; Trasferta: 1–1) | Record Aprile: 6–2 (Casa: 5–1; Trasferta: 1–1) | Record Aprile: 6–2 (Casa: 5–1; Trasferta: 1–1) |
| Partita                                        | Data                                           | Avversario                                     | Punteggio                                      | Più punti                                      | Più rimbalzi                                   | Più assist                                     | Stadio (spettatori)                            | Record                                         |
| ---------------------------------------------- | ---------------------------------------------- | ---------------------------------------------- | ---------------------------------------------- | ---------------------------------------------- | ---------------------------------------------- | ---------------------------------------------- | ---------------------------------------------- | ---------------------------------------------- |
| 73                                             | 1.4.2024                                       | @ Charlotte                                    | V 118–104                                      | Hauser, Tatum (25)                             | Tatum (10)                                     | 3 giocatori (5)                                | Spectrum Center (19.238)                       | 59–16                                          |
| 74                                             | 3.4.2024                                       | Oklahoma                                       | V 135–100                                      | Porziņģis (27)                                 | Porziņģis (12)                                 | Pritchard (8)                                  | TD Garden (19.156)                             | 60–16                                          |
| 75                                             | 5.4.2024                                       | Sacramento                                     | V 101–100                                      | Pritchard (21)                                 | Porziņģis (11)                                 | Holiday (7)                                    | TD Garden (19.156)                             | 61–16                                          |
| 76                                             | 7.4.2024                                       | Portland                                       | V 124–107                                      | Brown (26)                                     | Porziņģis (10)                                 | White (9)                                      | TD Garden (19.156)                             | 62–16                                          |
| 77                                             | 9.4.2024                                       | @ Milwaukee                                    | S 91–104                                       | Tatum (22)                                     | Brown (10)                                     | Tatum (6)                                      | Fiserv Forum (17.493)                          | 62–17                                          |
| 78                                             | 11.4.2024                                      | New York                                       | S 109–118                                      | Tatum (18)                                     | Porziņģis (8)                                  | Tatum (7)                                      | TD Garden (19.156)                             | 62–18                                          |
| 79                                             | 12.4.2024                                      | Charlotte                                      | V 131–98                                       | Pritchard (31)                                 | Brissett (11)                                  | Pritchard (11)                                 | TD Garden (19.156)                             | 63–18                                          |
| 80                                             | 14.4.2024                                      | Washington                                     | V 132–122                                      | Pritchard (32)                                 | Pritchard, Queta (9)                           | Pritchard (12)                                 | TD Garden (19.156)                             | 64–18                                          |

Classificandosi in 1ª posizione sia nella Atlantic Division che nella Eastern Conference, i Boston Celtics si sono qualificati per i playoff grazie ad un record stagionale di 64 vittorie e 18 sconfitte, il migliore di tutta la NBA (in tal modo la squadra ha vinto il Maurice Podoloff Trophy. Il margine di 14 vittorie ottenuto sulla seconda squadra classificata nella Eastern Conference è stato il migliore mai ottenuto da una squadra dal 1976.

### Playoffs
I Celtics hanno ottenuto l'accesso ai playoff per la decima volta consecutiva, la striscia di partecipazione al torneo finale della stagione NBA più lunga tra tutte le squadre partecipanti al campionato.

#### Primo turno
Al primo turno dei playoff, i Boston Celtics hanno affrontato i Miami Heat, testa di serie n. 6 della Eastern Conference.
| Playoff - Primo turno 2024                          | Playoff - Primo turno 2024                          | Playoff - Primo turno 2024                          | Playoff - Primo turno 2024                          | Playoff - Primo turno 2024                          | Playoff - Primo turno 2024                          | Playoff - Primo turno 2024                          | Playoff - Primo turno 2024                          | Playoff - Primo turno 2024                          |
| Record Primo turno: 4–1 (Casa: 2–1; Trasferta: 2–0) | Record Primo turno: 4–1 (Casa: 2–1; Trasferta: 2–0) | Record Primo turno: 4–1 (Casa: 2–1; Trasferta: 2–0) | Record Primo turno: 4–1 (Casa: 2–1; Trasferta: 2–0) | Record Primo turno: 4–1 (Casa: 2–1; Trasferta: 2–0) | Record Primo turno: 4–1 (Casa: 2–1; Trasferta: 2–0) | Record Primo turno: 4–1 (Casa: 2–1; Trasferta: 2–0) | Record Primo turno: 4–1 (Casa: 2–1; Trasferta: 2–0) | Record Primo turno: 4–1 (Casa: 2–1; Trasferta: 2–0) |
| Partita                                             | Data                                                | Avversario                                          | Punteggio                                           | Più punti                                           | Più rimbalzi                                        | Più assist                                          | Stadio e spettatori                                 | Record                                              |
| --------------------------------------------------- | --------------------------------------------------- | --------------------------------------------------- | --------------------------------------------------- | --------------------------------------------------- | --------------------------------------------------- | --------------------------------------------------- | --------------------------------------------------- | --------------------------------------------------- |
| 1                                                   | 21.4.2024                                           | Heat                                                | V 114–94                                            | Tatum (23)                                          | Tatum (10)                                          | Tatum (10)                                          | TD Garden (19.156)                                  | 1–0                                                 |
| 2                                                   | 24.4.2024                                           | Heat                                                | S 101–111                                           | Brown (33)                                          | 4 giocatori (8)                                     | White, Porziņģis (4)                                | TD Garden (19.156)                                  | 1–1                                                 |
| 3                                                   | 27.4.2024                                           | @ Heat                                              | V 104–84                                            | Brown, Tatum (22)                                   | Tatum (11)                                          | Tatum, Holiday (6)                                  | Kaseya Center (20.092)                              | 2–1                                                 |
| 4                                                   | 29.4.2024                                           | @ Heat                                              | V 102–88                                            | White (38)                                          | Tatum (11)                                          | Holiday (6)                                         | Kaseya Center (19.600)                              | 3–1                                                 |
| 5                                                   | 1.5.2024                                            | Heat                                                | V 118–84                                            | Brown, White (25)                                   | Tatum (12)                                          | Holiday (5)                                         | TD Garden (19.156)                                  | 4–1                                                 |

##### Gara 1
| Arbitri: | Acosta Kennedy Tiven |

| |              |                                                                                |
| Tatum 23 White 20 Porziņģis 18                                                                       | Punti        | 24 Adebayo 17 Wright 16 Jáquez                                                 |
| Tatum 10                                                                                             | Assist       | 4 Herro, Jáquez                                                                |
| Tatum 10                                                                                             | Rimbalzi     | 6 Adebayo, Jović                                                               |
| Brown 7 Tatum 0 Porziņģis 8 White 9 Holiday 4                                                        | Formazioni   | 11 Jáquez 5 Jović 13 Adebayo 16 Martin 14 Herro                                |
| Pritchard 11 Horford 42 Hauser 30 Brissett 12 Mychajljuk 50 Queta 88 Springer 44 Tillman 26 Walsh 27 | Sostituzioni | 24 Highsmith 4 Wright 42 Love 55 D. Robinson 31 Bryant 88 Mills 25 O. Robinson |
| Joe Mazzulla                                                                                         | Allenatori   | Erik Spoelstra                                                                 |

Jayson Tatum porta a casa la sua prima tripla doppia della carriera nei playoff, portando i Celtics alla vittoria con il punteggio di 114-94 in Gara 1 contro i campioni in carica della Eastern Conference, i Miami Heat. La prestazione di Tatum (23 punti, 10 rimbalzi e 10 assist) è stata accompagnata anche dai suoi compagni di squadra, che hanno segnato 21 delle 22 triple di Boston. Derrick White ha aggiunto 20 punti e 4 assist per i Celtics, che hanno concluso la partita con ben sei giocatori in doppia cifra. Gli Heat, senza Jimmy Butler e Terry Rozier, non sono mai andati in vantaggio in tutta la partita, arrivando addirittura al massimo svantaggio di -34. Bam Adebayo è stato il top scorer della partita con 24 punti, mentre Delon Wright e Jaime Jaquez hanno chiuso la partita, rispettivamente, con 17 e 16 punti, con il primo che ha registrato anche un 5 su 5 da dietro l'arco.

##### Gara 2
| Arbitri: | Guthrie Wright de Rosa |

| |              |                                                                                |
| Brown 33 Tatum 28 White 13                                                                           | Punti        | 24 Herro 21 Adebayo, Martin 14 Jáquez                                          |
| Porziņģis, White 4                                                                                   | Assist       | 14 Herro                                                                       |
| Brown, Horford, Porziņģis, Tatum 8                                                                   | Rimbalzi     | 10 Adebayo                                                                     |
| Brown 7 Tatum 0 Porziņģis 8 White 9 Holiday 4                                                        | Formazioni   | 11 Jáquez 5 Jović 13 Adebayo 16 Martin 14 Herro                                |
| Pritchard 11 Horford 42 Hauser 30 Brissett 12 Mychajljuk 50 Queta 88 Springer 44 Tillman 26 Walsh 27 | Sostituzioni | 24 Highsmith 55 D. Robinson 4 Wright 42 Love 31 Bryant 88 Mills 25 O. Robinson |
| Joe Mazzulla                                                                                         | Allenatori   | Erik Spoelstra                                                                 |

Senza Jimmy Butler, gli Heat sono riusciti a totalizzare il record di franchigia nei playoff mettendo a segno ben 23 triple in una partita, riuscendo in tal modo a pareggiare la serie in Gara 2. Tyler Herro ha segnato 24 punti e 14 assist (con 6 su 11 da oltre l'arco), mentre Bam Adebayo ha concluso la partita con 21 punti segnati e 10 rimbalzi, tirando con il 69% dal campo. Anche Caleb Martin si è rivelato una grande bocca da fuoco, segnando 21 punti e 5 triple per gli Heat, che in totale hanno tirato con il 53,5% da oltre l'arco (23 su 43 tentativi), riuscendo a riscattarsi da una pessima Gara 1. Jaylen Brown ha segnato 33 punti per i Celtics (che con questa sconfitta hanno perso solo la loro quinta partita casalinga di tutta la stagione), mentre Jayson Tatum ha segnato 28 punti. I nuovi arrivati di Boston, Jrue Holiday e Kristaps Porziņģis, hanno segnato complessivamente 15 punti, con un pessimo 5 su 21 dal campo (con il giocatore lituano che ha concluso la partita con un -32 di plus/minus).
- Le 23 triple realizzate dai Miami Heat sono state il massimo mai raggiunto da una squadra in una vittoria in trasferta in tutta la storia dei playoff NBA. È anche record di franchigia per gli Heat come massimo numero di triple realizzate in una singola gara di playoff.[8][9]

##### Gara 3
| Arbitri: | Lindsay Williams Goble |

|                                                                               |              | |
| Adebayo 20 Herro, Jović 15 Jáquez 12                                          | Punti        | 22 Brown, Tatum 18 Porziņģis 16 White                                                                |
| Highsmith, Jáquez 5                                                           | Assist       | 6 Holiday, Tatum                                                                                     |
| Adebayo 9                                                                     | Rimbalzi     | 11 Tatum                                                                                             |
| Jáquez 11 Jović 5 Adebayo 13 Martin 16 Herro 14                               | Formazioni   | 7 Brown 0 Tatum 8 Porziņģis 9 White 4 Holiday                                                        |
| Haywood Highsmith 24 D. Robinson 55 Love 42 Bryant 31 Mills 88 O. Robinson 25 | Sostituzioni | 11 Pritchard 42 Horford 30 Hauser 12 Brissett 50 Mychajljuk 88 Queta 44 Springer 26 Tillman 27 Walsh |
| Erik Spoelstra                                                                | Allenatori   | Joe Mazzulla                                                                                         |

I Boston Celtics, testa di serie n. 1 di tutti i playoff, rispondono con una prova di forza di in Gara 3 dopo la precedente sconfitta casalinga grazie ad una netta vittoria per 104-88 contro gli Heat, riprendendo in tal modo il vantaggio nella serie. Guidati dai 22 punti a testa di Jayson Tatum e Jaylen Brown, i Celtics sono nettamente migliorati in difesa tenendo Miami al loro minimo stagionale per punti segnati, 84. Tatum ha anche collezionato ben 11 rimbalzi e 6 assist, mentre Kristaps Porziņģis e Derrick White hanno aggiunto rispettivamente 18 e 16 punti. I Miami Heat, che hanno subito un massimo svantaggio di -29, hanno faticato a trovare ritmo in attacco, con Bam Adebayo e Tyler Herro che insieme hanno messo a segno solo 13 su 34 dal campo (per un 38%). Con questa vittoria, i Celtics hanno migliorato non solo il loro particolare record stagionale di 15 vittorie e 4 sconfitte nelle partite successive ad una loro sconfitta, ma sono passati a ben 6 vittorie ed 1 sola sconfitta ai playoff in trasferta contro gli Heat.

##### Gara 4
| Arbitri: | Goble Kirkland Ervin |

|                                                                                        |              | |
| Adebayo 25 Herro 19 Martin 18                                                          | Punti        | 38 White 20 Tatum 17 Brown                                                                           |
| Adebayo 5                                                                              | Assist       | 6 Holiday                                                                                            |
| Adebayo 17                                                                             | Rimbalzi     | 11 Tatum                                                                                             |
| Jáquez 11 Jović 5 Adebayo 13 Martin 16 Herro 14                                        | Formazioni   | 7 Brown 0 Tatum 8 Porziņģis 9 White 4 Holiday                                                        |
| Haywood Highsmith 24 Love 42 Wright 4 Mills 88 D. Robinson 55 Bryant 31 O. Robinson 25 | Sostituzioni | 11 Pritchard 42 Horford 30 Hauser 12 Brissett 50 Mychajljuk 88 Queta 44 Springer 26 Tillman 27 Walsh |
| Erik Spoelstra                                                                         | Allenatori   | Joe Mazzulla                                                                                         |

Grazie ai 38 punti di Derrick White (record personale di tutta la sua carriera), i Boston Celtics si portano ad un passo dalla qualificazione alle semifinali di Eastern Conference. White mette a referto un 15 su 26 dal campo e un 8 su 15 da oltre l'arco dei tre punti per i Celtics, che in tal modo si portano in vantaggio per 3-1 nella serie contro i Miami Heat (vantando un record di 28 vittorie e nessuna sconfitta in ogni serie disputata dai Celtics in tutta la loro storia nei playoff). Jayson Tatum contribuisce alla netta vittoria dei Celtics con 20 punti e 11 rimbalzi, mentre Jaylen Brown aggiunge 17 punti. Nonostante la vittoria, per i Celtics arriva la brutta notizia dell'infortunio di Kristaps Porziņģis durante la prima frazione di gara, che lamenta un dolore al polpaccio. Per i Miami Heat, Bam Adebayo registra una doppia doppia (con 25 punti e 17 rimbalzi), mentre Tyler Herro segna 19 punti ma colleziona ben 5 palle perse. Nonostante un buon 4 su 8 da tre punti per Caleb Martin, il resto della sua squadra mette a referto un pessimo 5 su 25 da oltre l'arco, ottenendo il risultato di non sfondare quota 90 punti per la seconda gara consecutiva.

##### Gara 5
| Arbitri: | Davis Taylor Forte |

| |              |                                                                       |
| Brown, White 25 Hauser 17 Tatum 16                                                                  | Punti        | 23 Adebayo 15 Herro 10 Bryant, Martin                                 |
| Holiday 5                                                                                           | Assist       | 6 Adebayo                                                             |
| Tatum 12                                                                                            | Rimbalzi     | 7 Jović                                                               |
| Brown 7 Brown 0 Horford 42 White 9 Holiday 4                                                        | Formazioni   | 16 Martin 5 Jović 13 Adebayo 4 Wright 14 Herro                        |
| Pritchard 11 Hauser 30 Kornet 40 Mychajljuk 50 Springer 44 Tillman 26 Brissett 12 Queta 88 Walsh 27 | Sostituzioni | 24 Highsmith 88 Mills 55 D. Robinson 42 Love 31 Bryant 25 O. Robinson |
| Joe Mazzulla                                                                                        | Allenatori   | Erik Spoelstra                                                        |

Dominando Gara 5 dall'inizio alla fine (rimanendo in vantaggio in ogni quarto giocato), i Boston Celtics travolgono i Miami Heat con la vittoria della serie per 4-1 e accedono alle semifinali di Eastern Conference. Anche in questa partita è Derrick White ad essere sugli scudi per i Celtics, con 25 punti (di cui 15 segnati da oltre l'arco). Anche Jaylen Brown contribuisce positivamente alla gara dei suoi con 25 punti, mentre Jayson Tatum porta a casa una doppia doppia (16 punti e 12 rimbalzi). Sam Hauser, in uscita dalla panchina, segna ben 5 triple su 8 tentativi, per un totale di 17 punti. Gli Heat si trovano ancora una volta in grave difficoltà offensiva, segnando appena 3 tiri da tre su 29 tentativi complessivi e una percentuale dal campo di 41,4% (rimanendo sotto quota 90 punti per la terza gara consecutiva). Per i Miami Heat il migliore in campo è Bam Adebayo, che registra 23 punti a referto.
- I Celtics sono la prima squadra nella storia di tutti i playoff NBA a segnare più di 100 punti e contemporaneamente a tenere la squadra avversaria sotto quota 90 punti in tre gare successive di playoff.[10]

Con la vittoria della serie per 4-1, i Boston Celtics hanno eliminato dai playoff i Miami Heat, qualificandosi in tal modo per le semifinali Eastern Conference.
- È stato il settimo scontro ai playoff tra Celtics e Heat, con questi ultimi ancora in vantaggio per 4-3 nel bilancio complessivo tra le due squadre.[11]

#### SemifinaliEastern Conference
Nelle semifinali di Eastern Conference, i Boston Celtics hanno affrontato i Cleveland Cavaliers, testa di serie n. 4 della Eastern Conference.
| Playoff - Semifinali Eastern Conference 2024                          | Playoff - Semifinali Eastern Conference 2024                          | Playoff - Semifinali Eastern Conference 2024                          | Playoff - Semifinali Eastern Conference 2024                          | Playoff - Semifinali Eastern Conference 2024                          | Playoff - Semifinali Eastern Conference 2024                          | Playoff - Semifinali Eastern Conference 2024                          | Playoff - Semifinali Eastern Conference 2024                          | Playoff - Semifinali Eastern Conference 2024                          |
| Record Semifinali Eastern Conference: 4–1 (Casa: 2–1; Trasferta: 2–0) | Record Semifinali Eastern Conference: 4–1 (Casa: 2–1; Trasferta: 2–0) | Record Semifinali Eastern Conference: 4–1 (Casa: 2–1; Trasferta: 2–0) | Record Semifinali Eastern Conference: 4–1 (Casa: 2–1; Trasferta: 2–0) | Record Semifinali Eastern Conference: 4–1 (Casa: 2–1; Trasferta: 2–0) | Record Semifinali Eastern Conference: 4–1 (Casa: 2–1; Trasferta: 2–0) | Record Semifinali Eastern Conference: 4–1 (Casa: 2–1; Trasferta: 2–0) | Record Semifinali Eastern Conference: 4–1 (Casa: 2–1; Trasferta: 2–0) | Record Semifinali Eastern Conference: 4–1 (Casa: 2–1; Trasferta: 2–0) |
| Partita                                                               | Data                                                                  | Avversario                                                            | Punteggio                                                             | Più punti                                                             | Più rimbalzi                                                          | Più assist                                                            | Stadio e spettatori                                                   | Record                                                                |
| --------------------------------------------------------------------- | --------------------------------------------------------------------- | --------------------------------------------------------------------- | --------------------------------------------------------------------- | --------------------------------------------------------------------- | --------------------------------------------------------------------- | --------------------------------------------------------------------- | --------------------------------------------------------------------- | --------------------------------------------------------------------- |
| 1                                                                     | 7.5.2024                                                              | Cavaliers                                                             | V 120–95                                                              | Brown (32)                                                            | Tatum (11)                                                            | Tatum, White (5)                                                      | TD Garden (19.156)                                                    | 1–0                                                                   |
| 2                                                                     | 9.5.2024                                                              | Cavaliers                                                             | S 94–118                                                              | Tatum (25)                                                            | Tatum (7)                                                             | Tatum (6)                                                             | TD Garden (19.156)                                                    | 1–1                                                                   |
| 3                                                                     | 11.5.2024                                                             | @ Cavaliers                                                           | V 106–93                                                              | Tatum (33)                                                            | Tatum (13)                                                            | Tatum (6)                                                             | Rocket Mortgage FieldHouse (19.432)                                   | 2–1                                                                   |
| 4                                                                     | 13.5.2024                                                             | @ Cavaliers                                                           | V 109–102                                                             | Tatum (33)                                                            | Tatum (11)                                                            | Holiday, Tatum (5)                                                    | Rocket Mortgage FieldHouse (19.432)                                   | 3–1                                                                   |
| 5                                                                     | 15.5.2024                                                             | Cavaliers                                                             | V 113–98                                                              | Tatum (25)                                                            | Horford (15)                                                          | Tatum (9)                                                             | TD Garden (19.156)                                                    | 3–1                                                                   |

##### Gara 1
| Arbitri: | Foster Blair Ervin |

| |              |                                                            |
| Brown 32 White 25 Tatum 18                                                                          | Punti        | 33 Mitchell 17 Mobley 14 Garland                           |
| Tatum, White 5                                                                                      | Assist       | 5 Garland, Mitchell                                        |
| Tatum 11                                                                                            | Rimbalzi     | 13 Mobley                                                  |
| Brown 7 Tatum 0 Horford 42 White 9 Holiday 4                                                        | Formazioni   | 1 Strus 35 Okoro 4 Mobley 45 Mitchell 10 Garland           |
| Hauser 30 Kornet 40 Pritchard 11 Tillman 26 Brissett 12 Queta 88 Mychajljuk 50 Springer 44 Walsh 27 | Sostituzioni | 3 LeVert 5 Merrill 13 Thompson 24 Morris 20 Niang 30 Jones |
| Joe Mazzulla                                                                                        | Allenatori   | J.B. Bickerstaff                                           |

Jaylen Brown segna 32 punti (12 su 18 dal campo), mentre Derrick White realizza 7 triple su 12 tentativi concludendo la partita con 25 punti, permettendo in tal modo ai Boston Celtics di battere i Cleveland Cavaliers con il punteggio di 120-95 nella gara di apertura della serie (totalizzando un record di 20 vittorie e nessuna sconfitta in tutta la stagione tenendo gli avversari sotto quota 100 punti). Jayson Tatum aggiunge 18 punti e 11 rimbalzi, mentre Payton Pritchard contribuisce dalla panchina con 16 punti. Per i Cavaliers degno di nota è il contributo di Donovan Mitchell che realizza 33 punti (top scorer della partita), mentre Evan Mobley mette a segno un 8 su 12 dal campo e conclude la gara con una doppia doppia. Darius Garland mette a referto 14 punti per i Cavaliers, che come squadra faticano a segnare dalla lunga distanza (11 triple segnate su 42 tentativi), mentre i Celtics capitalizzano meglio da dietro l'arco (mettendo a segno 18 triple su 46 tentativi).

##### Gara 2
| Arbitri: | Goble Kennedy Buchert |

| |              |                                                                     |
| Tatum 25 Brown 19 Pritchard 13                                                                      | Punti        | 29 Mitchell 21 LeVert, Mobley 14 Garland                            |
| Tatum 6                                                                                             | Assist       | 8 Mitchell                                                          |
| Tatum 7                                                                                             | Rimbalzi     | 10 Mobley                                                           |
| Brown 7 Tatum 0 Horford 42 White 9 Holiday 4                                                        | Formazioni   | 1 Strus 35 Okoro 4 Mobley 45 Mitchell 10 Garland                    |
| Hauser 30 Kornet 40 Pritchard 11 Tillman 26 Brissett 12 Walsh 27 Springer 44 Mychajljuk 50 Queta 88 | Sostituzioni | 3 LeVert 20 Niang 24 Morris 13 Thompson 5 Merrill 30 Jones 31 Allen |
| Joe Mazzulla                                                                                        | Allenatori   | J.B. Bickerstaff                                                    |

Dopo essere stati travolti nella gara di apertura della serie, i Cleveland Cavaliers rispondono con una netta vittoria con 24 punti margine sui Boston Celtics in Gara 2, pareggiando in tal modo la serie sull'1-1, grazie anche al loro 13 su 28 (per un complessivo 46%) da oltre l'arco dei tre punti. Donovan Mitchell segna a referto 8 assist e nel solo 3° quarto segna 16 dei suoi 29 punti totali, consentendo ai suoi Cavs di portarsi in vantaggio sulla doppia cifra (con un massimo vantaggio di +29 nella quarta frazione). Evan Mobley registra la sua terza doppia doppia consecutiva, mentre Caris LeVert contribuisce alla vittoria della sua squadra con 21 punti dalla panchina. Per i Celtics una partita da dimenticare, con Jayson Tatum e Jaylen Brown che segnano rispettivamente 25 e 19 punti, mentre Derrick White non ripete le sue prestazioni recenti mettendo a segno solo 10 punti (insieme a Brown hanno messo a referto una sola tripla su 14 tentativi complessivi, per un misero 7% di realizzazione).

##### Gara 3
| Arbitri: | Zarba Williams Lindsay Cutler |

| |              |                                                                    |
| Mitchell 33 Garland, LeVert 15 Strus 6                                                              | Punti        | 33 Tatum 28 Brown 18 Holiday                                       |
| Garland 6                                                                                           | Assist       | 6 Tatum                                                            |
| LeVert, Mitchell 6                                                                                  | Rimbalzi     | 13 Tatum                                                           |
| Strus 1 Okoro 35 Mobley 4 Mitchell 45 Garland 10                                                    | Formazioni   | 7 Brown 0 Tatum 42 Horford 9 White 4 Holiday                       |
| Pritchard 11 Kornet 40 Hauser 30 Brissett 12 Springer 44 Mychajljuk 50 Walsh 27 Queta 88 Tillman 26 | Sostituzioni | 3 LeVert 32 Wade 13 Thompson 24 Morris 5 Merrill 30 Jones 20 Niang |
| J.B. Bickerstaff                                                                                    | Allenatori   | Joe Mazzulla                                                       |

Per la prima volta nella sua carriera, Jayson Tatum riesce a sfondare quota 30 punti in una partita di playoff, mentre Jaylen Brown (28 punti a referto) mette a segno 13 su 17 tiri dal campo, consentendo ai Boston Celtics di riconquistare il vantaggio della serie sui Cleveland Cavaliers. Jrue Holiday, in difficoltà realizzativa, mette a segno 15 dei suoi 18 punti totali nei primi due quarti (con il 70% dal campo), mentre Tatum totalizza 13 rimbalzi e 6 assist. Nonostante un grande inizio gara di Donovan Mitchell (che segna 33 punti con 7 triple), i Cavaliers faticano a rimanere al pari dei Celtics, specialmente nella seconda parte della partita. Sia Evan Mobley che Caris LeVert mettono a segno più di 15 punti a testa, ma il resto del quintetto dei Cavs (Garland, Strus e Okoro) tirano complessivamente con un'efficienza del 30% dal campo (9 su 30) e con il 19% da oltre l'arco (3 su 16).

##### Gara 4
| Arbitri: | Davis Kirkland Ford Cutler |

|                                                           |              | |
| Garland 33 LeVert. Mobley 19 Strus 15                     | Punti        | 33 Tatum 27 Brown 16 Holiday                                                                        |
| Garland, Strus 7                                          | Assist       | 5 Holiday, Tatum                                                                                    |
| Mobley 9                                                  | Rimbalzi     | 11 Tatum                                                                                            |
| Strus 1 Okoro 35 Mobley 4 LeVert 3 Garland 10             | Formazioni   | 7 Brown 0 Tatum 42 Horford 9 White 4 Holiday                                                        |
| Wade 32 Merrill 5 Niang 20 Thompson 13 Jones 30 Morris 24 | Sostituzioni | 11 Pritchard 40 Kornet 30 Hauser 12 Brissett 50 Mychajljuk 88 Queta 44 Springer 26 Tillman 27 Walsh |
| J.B. Bickerstaff                                          | Allenatori   | Joe Mazzulla                                                                                        |

I Boston Celtics battono i Cleveland Cavaliers (privi di alcuni giocatori-chiave) con il punteggio di 109-102, tornando così a giocare tra le mura casalinghe del TD Garden in una posizione di vantaggio della serie per 3-1. Jayson Tatum e Jaylen Brown segnano insieme 60 punti e riescono a respingere la rimonta tardiva dei Cavs segnando 15 dei 21 punti segnati dai Celtics nella quarta frazione. La coppia Tatum-Brown realizza anche 16 su 18 tiri liberi, facendo la differenza rispetto a Cleveland che va in lunetta solo 7 volte. Boston migliora ancora il suo record in trasferta in questi playoff (portandolo a 4 vittorie e nessuna sconfitta) anche grazie ai 16 punti di Jrue Holiday (con 4 su 8 da tre punti). I Cavaliers si appoggiano soprattutto su Darius Garland (a causa delle assenze dei titolari Donovan Mitchell e Jarrett Allen), che sfonda per la prima volta quota 30 punti in una partita di playoff. Sia Evan Mobley che Caris LeVert realizzano entrambi 19 punti a testa, mentre Max Strus realizza 5 su 9 tiri da tre punti prima di uscire per falli.

##### Gara 5
| Arbitri: | Brothers Guthrie Taylor |

| |              |                                                   |
| Tatum 25 Horford 22 White 18                                                                        | Punti        | 33 Mobley 25 Morris 12 Strus                      |
| Tatum 9                                                                                             | Assist       | 9 Garland, Strus                                  |
| Horford 15                                                                                          | Rimbalzi     | 7 Mobley, Strus                                   |
| Brown 7 Tatum 0 Horford 42 White 9 Holiday 4                                                        | Formazioni   | 35 Okoro 32 Wade 4 Mobley 1 Strus 10 Garland      |
| Kornet 40 Pritchard 11 Hauser 30 Brissett 12 Mychajljuk 50 Queta 88 Springer 44 Tillman 26 Walsh 27 | Sostituzioni | 24 Morris 5 Merrill 13 Thompson 20 Niang 30 Jones |
| Joe Mazzulla                                                                                        | Allenatori   | J.B. Bickerstaff                                  |

Pagando ancora una volta a caro prezzo l'assenza di alcuni giocatori titolari (Donovan Mitchell, Jarrett Allen e Caris LeVert), i Cleveland Cavaliers non possono nulla contro i Boston Celtics, che li eliminano in Gara 5 con il punteggio di 113-98, Jayson Tatum segna 25 punti, colleziona ben 4 palle rubate e gli sarebbe bastato un assist per realizzare una tripla doppia. Degno di nota anche il contributo di Al Horford, che realizza 6 triple e mette a referto 15 rimbalzi e 3 stoppate. Per i Celtics torna ad essere determinante anche Derrick White, che realizza 18 punti. Per i Cavaliers, Evan Mobley eguaglia il suo massimo di punti segnati in una gara a quota 33 e si mette in evidenza anche Marcus Morris, che fino a questa gara non aveva trovato molto spazio durante i playoff, con 25 punti (10 su 13 dal campo) e realizza 5 triple. A deludere per i Cavs è Darius Garland, che segna solo 11 punti con un 4 su 17 dal campo (per un 24% di efficienza).
Con la vittoria della serie per 4-1, i Boston Celtics hanno eliminato dai playoff i Cleveland Cavaliers, qualificandosi in tal modo per le finali di Eastern Conference.
- Jayson Tatum è diventato il secondo giocatore dal 1973 a mettere a referto più punti, più rimbalzi, più assist, più palle rubate e più stoppate tra due squadre affrontatesi in una serie di playoff NBA (il primo è stato LeBron James durante le NBA Finals del 2016).
- È stato il nono scontro ai playoff tra Celtics e Cavaliers, con i primi in vantaggio per 5-4 nel bilancio complessivo tra le due squadre.[12]

#### FinaliEastern Conference
Nelle finali di Eastern Conference, i Boston Celtics hanno affrontato gli Indiana Pacers, testa di serie n. 6 della Eastern Conference.
| Playoff - Finali Eastern Conference 2024                          | Playoff - Finali Eastern Conference 2024                          | Playoff - Finali Eastern Conference 2024                          | Playoff - Finali Eastern Conference 2024                          | Playoff - Finali Eastern Conference 2024                          | Playoff - Finali Eastern Conference 2024                          | Playoff - Finali Eastern Conference 2024                          | Playoff - Finali Eastern Conference 2024                          | Playoff - Finali Eastern Conference 2024                          |
| Record Finali Eastern Conference: 4–0 (Casa: 2–0; Trasferta: 2–0) | Record Finali Eastern Conference: 4–0 (Casa: 2–0; Trasferta: 2–0) | Record Finali Eastern Conference: 4–0 (Casa: 2–0; Trasferta: 2–0) | Record Finali Eastern Conference: 4–0 (Casa: 2–0; Trasferta: 2–0) | Record Finali Eastern Conference: 4–0 (Casa: 2–0; Trasferta: 2–0) | Record Finali Eastern Conference: 4–0 (Casa: 2–0; Trasferta: 2–0) | Record Finali Eastern Conference: 4–0 (Casa: 2–0; Trasferta: 2–0) | Record Finali Eastern Conference: 4–0 (Casa: 2–0; Trasferta: 2–0) | Record Finali Eastern Conference: 4–0 (Casa: 2–0; Trasferta: 2–0) |
| Partita                                                           | Data                                                              | Avversario                                                        | Punteggio                                                         | Più punti                                                         | Più rimbalzi                                                      | Più assist                                                        | Stadio e spettatori                                               | Record                                                            |
| ----------------------------------------------------------------- | ----------------------------------------------------------------- | ----------------------------------------------------------------- | ----------------------------------------------------------------- | ----------------------------------------------------------------- | ----------------------------------------------------------------- | ----------------------------------------------------------------- | ----------------------------------------------------------------- | ----------------------------------------------------------------- |
| 1                                                                 | 21.5.2024                                                         | Pacers                                                            | V 133–128 (OT)                                                    | Tatum (36)                                                        | Tatum (12)                                                        | White (9)                                                         | TD Garden (19.156)                                                | 1–0                                                               |
| 2                                                                 | 23.5.2024                                                         | Pacers                                                            | V 126–110                                                         | Brown (40)                                                        | Horford (10)                                                      | Holiday (10)                                                      | TD Garden (19.156)                                                | 2–0                                                               |
| 3                                                                 | 25.5.2024                                                         | @ Pacers                                                          | V 114–111                                                         | Tatum (36)                                                        | Tatum (10)                                                        | Tatum (8)                                                         | Rocket Mortgage FieldHouse (17.274)                               | 3–0                                                               |
| 4                                                                 | 27.5.2024                                                         | @ Pacers                                                          | V 105–102                                                         | Brown (29)                                                        | Tatum (13)                                                        | Tatum (8)                                                         | Rocket Mortgage FieldHouse (17.274)                               | 4–0                                                               |

##### Gara 1
| Arbitri: | Brothers Guthrie Ford |

|                                                                                          |              |                                                                                                   |
| Tatum 36 Holiday 28 Brown 26                                                             | Punti        | 25 Haliburton 24Siakam 23 Turner                                                                  |
| White 9                                                                                  | Assist       | 10 Haliburton                                                                                     |
| Tatum 12                                                                                 | Rimbalzi     | 12 Siakam                                                                                         |
| J. Brown 7 Tatum 0 Horford 42 White 9 Holiday 4                                          | Formazioni   | 23 Nesmith 43 Siakam 33 Turner 2 Nembhard 0 Haliburton                                            |
| Pritchard 11 Kornet 40 Hauser 30 Brissett 12 Mychajljuk 50 Queta 88 Springer 44 Walsh 27 | Sostituzioni | 1 Toppin 9 McConnell 26 Sheppard 22 Jackson 25 Smith 10 K. Brown 16 Johnson 20 McDermott 5 Walker |
| Joe Mazzulla                                                                             | Allenatori   | Rick Carlisle                                                                                     |

Nella prima sfida di una serie che vede affrontarsi le due squadre che hanno segnato di più in tutta la regular season, a prevalere sono stati i Boston Celtics al primo overtime, grazie ad una vera e propria rimonta sugli Indiana Pacers guidata dai 36 punti di Jayson Tatum e al decisivo tiro da tre punti di Jaylen Brown. Boston inizia la partita con un parziale di 12-0, ma gli Indiana Pacers recuperano terreno e riescono a ribaltare la gara con un vantaggio di soli 3 punti a 10 secondi dalla fine. Tuttavia, nell'azione successiva, i Pacers perdono palla su un passaggio e Brown segna il canestro decisivo che pareggia la gara sul punteggio di 117-117. All'overtime è Jayson Tatum che sale sugli scudi per Boston, che segna 6 punti e riporta in vantaggio i suoi. Brown termina la gara con 36 punti segnati, Jrue Holiday registra il suo season high con 28 punti, mentre Derrick White mette a referto 9 assist. I Pacers fanno registrare nel tabellino ben sette giocatori in doppia cifra, ma il dato negativo sono le 22 palle perse che hanno fatto incassare alla squadra 32 punti. Tyrese Haliburton fa registrare 25 punti e 10 assist, mentre Pascal Siakam e Myles Turner, complessivamente, segnano 47 punti e 22 rimbalzi.
- Per la prima volta nella storia dei Boston Celtics ben tre suoi giocatori (Jayson Tatum, Jaylen Brown e Jrue Holiday) segnano 25 punti o più a testa in una gara delle finali di Conference.[13]

##### Gara 2
| Arbitri: | Foster Williams Wright |

| |              |                                                                                                   |
| Brown 40 Tatum, White 23 Holiday 15                                                                 | Punti        | 28 Siakam 16 Nembhard 11 Toppin                                                                   |
| Holiday 10                                                                                          | Assist       | 8 Haliburton                                                                                      |
| Horford 10                                                                                          | Rimbalzi     | 5 Jackson, McConnell, Siakam                                                                      |
| J. Brown 7 Tatum 0 Horford 42 White 9 Holiday 4                                                     | Formazioni   | 23 Nesmith 43 Siakam 33 Turner 2 Nembhard 0 Haliburton                                            |
| Pritchard 11 Kornet 40 Hauser 30 Brissett 12 Tillman 26 Mychajljuk 50 Queta 88 Springer 44 Walsh 27 | Sostituzioni | 1 Toppin 9 McConnell 26 Sheppard 22 Jackson 20 McDermott 25 Smith 5 Walker 10 K. Brown 16 Johnson |
| Joe Mazzulla                                                                                        | Allenatori   | Rick Carlisle                                                                                     |

Grazie ai 40 punti di Jaylen Brown, per la prima volta in questi playoff i Boston Celtics si portano in vantaggio 2-0 nella serie (dopo aver perso entrambe le gare 2 sia nella serie contro i Miami Heat, che in quella contro i Cleveland Cavaliers). Brown, eguagliando il suo record personale di punti segnati in una gara di playoff e tirando con 14 su 27 dal campo, guida i Celtics in un parziale di 20-0 nella prima parte di gara, un vantaggio che la sua squadra non cederà più. Nel 3° quarto gli Indiana Pacers riescono però a ridurre notevolmente lo svantaggio fino al -2, ma i Celtics rispondono nuovamente con un nuovo parziale netto di 16-5, riuscendo a riportare il vantaggio sulla doppia cifra. Sia Jayson Tatum che Derrick White segnano 23 punti a testa, mentre Jrue Holiday continua il suo momento positivo in attacco segnando 6 su 7 tiri in attacco, oltre a distribuire 10 assist. Pascal Siakam è il top scorer per Indiana con 28 punti (13 su 17 al tiro), mentre Tyrese Haliburton registra 10 punti e 8 assist prima di uscire nel 3° quarto per un dolore al ginocchio. Per i Pacers importante è il contributo anche di Andrew Nembhard (16 punti a tabellino), mentre il centro Myles Turner chiude la gara con 8 punti, 4 rimbalzi e ben 4 palle perse.

##### Gara 3
| Arbitri: | Davis Goble Kirkland Van Duyne |

|                                                                                       |              |                                                                                           |
| Nembhard 32 McConnell 23 Siakam, Turner 22                                            | Punti        | 36 Tatum 24 Brown 23 Horford                                                              |
| Nembhard 9                                                                            | Assist       | 8 Tatum                                                                                   |
| Turner 10                                                                             | Rimbalzi     | 10 Tatum                                                                                  |
| Nesmith 23 Siakam 43 Turner 33 Sheppard 26 Nembhard 2                                 | Formazioni   | 7 J. Brown 0 Tatum 42 Horford 9 White 4 Holiday                                           |
| Toppin 1 McConnell 9 Jackson 22 McDermott 20 K. Brown 10 Johnson 16 Smith 25 Walker 5 | Sostituzioni | 11 Pritchard 12 Brissett 30 Hauser 26 Tillman 50 Mychajljuk 88 Queta 44 Springer 27 Walsh |
| Rick Carlisle                                                                         | Allenatori   | Joe Mazzulla                                                                              |

In svantaggio di 8 punti con 2 minuti e 30 secondi da giocare nell'ultimo quarto, i Boston Celtics piazzano un parziale di 13-2 e battono gli Indiana Pacers in Gara 3, avvicinandosi in tal modo alle loro seconde NBA Finals nelle ultime tre stagioni. Dopo aver subito un massimo svantaggio di -18 nel 3° quarto, ad 1 minuto dalla fine della frazione Jrue Holiday trascina i Celtics portandoli per la prima volta nella partita sopra i Pacers: segna una tripla, ruba una palla e subisce fallo, andando in lunetta e segnando altri 2 punti decisivi nell'economia complessiva della gara. Jayson Tatum segna 36 punti, registra 10 rimbalzi e distribuisce 8 assist; Jaylen Brown aggiunge per i Celtcs 24 punti, Al Horford si rivela decisivo dietro l'arco (con un 7 su 12 tentativi da tre punti), mentre Derrick White colleziona ben 4 stoppate e 7 assist. I Celtics migliorano in tal modo il loro record in trasferta in questi playoff a 5 vittorie e nessuna sconfitta e per la prima volta interrompono la loro striscia negativa alla Gainbridge FieldHouse di Indianapolis, usciti sconfitti in tutte le ultime 11 gare disputate nel campo dei Pacers. In assenza della loro stella Tyrese Haliburton, a caricarsi Indiana sulle proprie spalle è Andrew Nembhard, che segna il suo massimo in carriera con 32 punti e 9 assist; T.J. McConnell aggiunge a referto 23 punti e 9 rimbalzi e la coppia Siakam-Turner segna complessivamente 22 punti.

##### Gara 4
| Arbitri: | Zarba Capers Fraher Van Duyne |

|                                                                              |              | |
| Nembhard 24 Siakam 19 McConnell 15                                           | Punti        | 29 Brown 26 Tatum 17 Holiday                                                                        |
| Nembhard 10                                                                  | Assist       | 8 Tatum                                                                                             |
| Siakam 10                                                                    | Rimbalzi     | 13 Tatum                                                                                            |
| Nesmith 23 Siakam 43 Turner 33 Sheppard 26 Nembhard 2                        | Formazioni   | 7 J. Brown 0 Tatum 42 Horford 9 White 4 Holiday                                                     |
| Toppin 1 McConnell 9 Jackson 22 McDermott 20 K. Brown 10 Johnson 16 Walker 5 | Sostituzioni | 26 Tillman 30 Hauser 11 Pritchard 12 Brissett 30 Kornet 50 Mychajljuk 88 Queta 44 Springer 27 Walsh |
| Rick Carlisle                                                                | Allenatori   | Joe Mazzulla                                                                                        |

Con un parziale di 7-0 negli ultimi 3 minuti e 30 secondi di partita, i Boston Celtics schiantano definitivamente gli Indiana Pacers e per la prima volta dal 1986 conquistano il titolo della Eastern Conference vincendo una serie con il punteggio di 4-0 e accedono per la 23ª volta nella loro storia alle NBA Finals. Derrick White, che nelle partite precedenti era stato in difficoltà con il tiro da tre punti (1 su 8), segna la tripla decisiva a 44 secondi dal termine e chiude la sua gara con 16 punti, 5 palle rubate e 3 stoppate. Dopo il tentativo fallito da dietro l'arco di Andrew Nembhard con 31 secondi da giocare, la difesa dei Pacers costringe all'errore anche Jayson Tatum, ma il successivo rimbalzo offensivo di Jrue Holiday (che registra a referto 17 punti e 9 rimbalzi) consente a i Celtics di vincere la loro 7ª partita consecutiva nei playoff. Jaylen Brown finisce la partita con 29 punti e 3 palle rubate, mentre Tatum segna 26 punti, cattura ben 13 rimablzi e fornisce 8 assist ai suoi compagni. Gli Indiana Pacers, per la seconda partita consecutiva senza Tyrese Haliburton, vede il suo record nelle finali di Conference peggiorare ad una sola vittoria e ben 8 sconfitte; oltretutto, la sconfitta in questa serie dei Pacers è ancora più amara per aver perso tre delle quattro gare pur essendo in vantaggio o in risultato di parità nel punteggio ad 1 minuto dalla fine di ogni incontro. Per i Pacers ancora sugli scudi è Nembhard, che segna 24 punti e 10 assist; Pascal Siakam mette a segno una doppia doppia e T.J. McConnell dalla panchina segna 15 punti.Con la vittoria della serie per 4-0, i Boston Celtics hanno eliminato dai playoff gli Indiana Pacers, qualificandosi in tal modo per le NBA Finals.
- Jaylen Brown viene nominato MVP delle Eastern Conference Finals, con una media a gara di 29.8 punti, 5.0 rimbalzi, 2.0 palle rubati, con il 51.7% di realizzazione dal campo, il 37% da dietro l'arco e il 65.5% dalla lunetta.
- È stato il settimo scontro ai playoff tra Celtics e Pacers, con i primi in vantaggio per 4-3 nel bilancio complessivo tra le due squadre.[14]

#### NBA Finals
Nelle NBA Finals, i Boston Celtics hanno affrontato i Dallas Mavericks, testa di serie n. 5 della Western Conference.
| Playoff - NBA Finals                               | Playoff - NBA Finals                               | Playoff - NBA Finals                               | Playoff - NBA Finals                               | Playoff - NBA Finals                               | Playoff - NBA Finals                               | Playoff - NBA Finals                               | Playoff - NBA Finals                               | Playoff - NBA Finals                               |
| Record NBA Finals: 4–1 (Casa: 3–0; Trasferta: 1–1) | Record NBA Finals: 4–1 (Casa: 3–0; Trasferta: 1–1) | Record NBA Finals: 4–1 (Casa: 3–0; Trasferta: 1–1) | Record NBA Finals: 4–1 (Casa: 3–0; Trasferta: 1–1) | Record NBA Finals: 4–1 (Casa: 3–0; Trasferta: 1–1) | Record NBA Finals: 4–1 (Casa: 3–0; Trasferta: 1–1) | Record NBA Finals: 4–1 (Casa: 3–0; Trasferta: 1–1) | Record NBA Finals: 4–1 (Casa: 3–0; Trasferta: 1–1) | Record NBA Finals: 4–1 (Casa: 3–0; Trasferta: 1–1) |
| Partita                                            | Data                                               | Avversario                                         | Punteggio                                          | Più punti                                          | Più rimbalzi                                       | Più assist                                         | Stadio e spettatori                                | Record                                             |
| -------------------------------------------------- | -------------------------------------------------- | -------------------------------------------------- | -------------------------------------------------- | -------------------------------------------------- | -------------------------------------------------- | -------------------------------------------------- | -------------------------------------------------- | -------------------------------------------------- |
| 1                                                  | 6.6.2024                                           | Mavericks                                          | V 107–89                                           | Brown (22)                                         | Tatum (11)                                         | 3 giocatori (5)                                    | TD Garden (19.156)                                 | 1–0                                                |
| 2                                                  | 9.6.2024                                           | Mavericks                                          | V 105–98                                           | Holiday (26)                                       | Holiday (11)                                       | Tatum (12)                                         | TD Garden (19.156)                                 | 2–0                                                |
| 3                                                  | 12.6.2024                                          | @ Mavericks                                        | V 106–99                                           | Tatum (31)                                         | Brown (8)                                          | Brown (8)                                          | American Airlines Center (20.311)                  | 3–0                                                |
| 4                                                  | 14.6.2024                                          | @ Mavericks                                        | S 84–122                                           | Tatum (15)                                         | Tatum (5)                                          | Horford (4)                                        | American Airlines Center (20.277)                  | 3–1                                                |
| 5                                                  | 17.6.2024                                          | Mavericks                                          | V 106–88                                           | Tatum (31)                                         | Holiday (11)                                       | Tatum (11)                                         | TD Garden (19.156)                                 | 3–1                                                |

##### Gara 1
| Arbitri: | Zarba Tiven Kirkland |

| |              |                                                                                              |
| Brown 22 Porziņģis 20 Tatum 16                                                                                   | Punti        | 30 Dončić 14 Washington 13 Hardy                                                             |
| Holiday, Tatum, White 5                                                                                          | Assist       | 2 Irving                                                                                     |
| Tatum 11 | Rimbalzi     | 10 Dončić                                                                                    |
| Brown 7 Tatum 0 Horford 42 White 9 Holiday 4                                                                     | Formazioni   | 55 Jones 25 Washington 21 Gafford 11 Irving 77 Dončić                                        |
| Porziņģis 8 Hauser 30 Pritchard 11 Kornet 40 Brissett 12 Mychajljuk 50 Questa 88 Springer 44 Tillman 26 Walsh 27 | Sostituzioni | 2 Lively 1 Hardy 8 Green 42 Kleber 10 Hardaway 0 Exum 7 Powell 9 Lawson 88 Morris 18 Prosper |
| Joe Mazzulla | Allenatori   | Jason Kidd                                                                                   |

Per i Boston Celtics torna in campo dopo 38 giorni Kristaps Porziņģis, rimasto fuori dai giochi dopo il suo infortunio al polpaccio durante Gara 4 della serie contro i Miami Heat: il lituano dalla panchina segna 20 punti e mette a referto 3 stoppate. È Luka Dončić il mattatore della gara per Dallas con i suoi 30 punti, ma la sua squadra viene limitata dalla difesa dei Celtics, che su 35 canestri subiti in tutta la gara concede soltanto 9 assist. Nelle prime due frazioni di partita i Celtics arrivano ad un massimo vantaggio di 29 punti, mentre nel 3° quarto Dallas recupera con un parziale di 20-6 grazie ai tiri dello stesso Dončić e di Kyrie Irving, che portano i Mavericks fino al -8. Tuttavia, dopo un timeout, i Celtics riprendono a segnare e rispondono a loro volta con un parziale di 14-2 che chiude definitivamente i giochi di Gara 1.
Prima dell'inizio della partita viene omaggiato con un minuto di silenzio la memoria di Bill Walton, ex-giocatore dei Celtics dal 1985 al 1988, commentatore televisivo e due volte campione NBA (di cui una volta nel 1986 con i Boston Celtics, fondamentale nella vittoria del titolo dalla panchina), deceduto il 27 maggio 2024 all'età di 71 anni. Al TD Garden di Boston è presente anche la famiglia di Walton e i giocatori dei Celtics vestono una maglia commemorativa durante il riscaldamento, mentre nella divisa di gara presentano un segno di lutto con il suo nome.

##### Gara 2
| Arbitri: | Brothers Goble Kennedy |

|                                              |              |                                                       |
| Holiday 26 Brown 21 Tatum, White 18          | Punti        | 32 Dončić 17 Washington 16 Irving                     |
| Tatum 12                                     | Assist       | 11 Dončić                                             |
| Holiday 11                                   | Rimbalzi     | 11 Dončić                                             |
| Brown 7 Tatum 0 Horford 42 White 9 Holiday 4 | Formazioni   | 55 Jones 25 Washington 21 Gafford 11 Irving 77 Dončić |
| Porziņģis 8 Hauser 30 Pritchard 11           | Sostituzioni | 2 Lively 42 Kleber 8 Green 1 Hardy 0 Exum             |
| Joe Mazzulla                                 | Allenatori   | Jason Kidd                                            |

I Boston Celtics si portano sul 2-0 nella serie contro i Dallas Mavericks grazie soprattutto ai 26 punti e agli 11 rimbalzi di Jrue Holiday. Jaylen Brown aggiunge al bottino dei Celtics 21 punti e 3 palle rubate, mentre Jayson Tatum arriva a sfiorare la tripla doppia con 18 punti, 9 rimbalzi e 12 assist. Per Dallas è ancora fondamentale l'apporto offensivo di Luka Dončić che, a differenza di Tatum, mette a referto una tripla doppia (32 punti, 11 rimbalzi e 11 assist), non sufficiente comunque per evitare la sconfitta della sua squadra. Nella parte conclusiva della gara Kristaps Porziņģis è costretto a lasciare il campo per un nuovo infortunio alla gamba sinistra.

##### Gara 3
| Arbitri: | Davis Capers Scott Taylor |

|                                                       |              |                                              |
| Irving 35 Dončić 27 Washington 13                     | Punti        | 31 Tatum 30 Brown 16 White                   |
| Dončić 6                                              | Assist       | 8 Brown                                      |
| Lively 13                                             | Rimbalzi     | 8 Brown                                      |
| Jones 55 Washington 25 Gafford 21 Irving 11 Dončić 77 | Formazioni   | 7 Brown 0 Tatum 42 Horford 9 White 4 Holiday |
| Hardy 1 Lively 2 Kleber 42 Exum 0 Hardaway 10 Green 8 | Sostituzioni | 26 Tillman 30 Hauser 11 Pritchard            |
| Jason Kidd                                            | Allenatori   | Joe Mazzulla                                 |

I Boston Celtics si aggiudicano anche Gara 3 delle NBA Finals riuscendo a respingere l'assalto dei Dallas Mavericks, che con un parziale di 22-2 riducono il vantaggio dei Celtics ad un solo punti sul risultato parziale di 93-92. A questa rimonta di Dallas risponde Boston con un contro-parziale di 13-7 e la partita si chiude con l'espulsione per falli di Luka Dončić a 4 minuti e 12 secondi dalla fine.
Come era stato fatto per Bill Walton in Gara 1, prima della gara viene omaggiata la memoria di Jerry West, deceduto lo stesso giorno di Gara 3 all'età di 86 anni. La silhouette di West è nota ad oggi per essere nel logo della NBA, ma West è stato campione NBA nel 1972 con i Los Angeles Lakers, oltre ad aver ottenuto il titolo NBA per ben 8 volte come dirigente degli stessi Lakers e poi dei Golden State Warriors.

##### Gara 4
| Arbitri: | Foster Guthrie Williams Taylor |

|                                                                                              |              | |
| Dončić 29 Irving 21 Hardaway 15                                                              | Punti        | 15 Tatum 14 Hauser 11 Pritchard                                                                                 |
| Irving 6                                                                                     | Assist       | 4 Horford |
| Lively 12                                                                                    | Rimbalzi     | 5 Tatum |
| Jones 55 Washington 25 Gafford 21 Irving 11 Dončić 77                                        | Formazioni   | 7 Brown 0 Tatum 42 Horford 9 White 4 Holiday                                                                    |
| Lively 2 Green 8 Kleber 42 Exum 0 Hardy 1 Powell 7 Hardaway 10 Morris 88 Lawson 9 Prosper 18 | Sostituzioni | 26 Tillman 30 Hauser 11 Pritchard 12 Brissett 40 Kornet 50 Mychajljuk 44 Springer 27 Walsh 88 Queta 8 Porziņģis |
| Jason Kidd                                                                                   | Allenatori   | Joe Mazzulla |

Grazie ai 29 punti di Luka Dončić, i Dallas Mavericks prolungano la serie contro i Boston Celtics portandola sul 3-1 a favore di questi ultimi, con una netta vittoria casalinga per 122-84. Per i Mavericks è decisivo anche Kyrie Irving, con 21 punti, mentre un'ottima ultima frazione di gara di Tim Hardaway chiude Gara 4, che segna tutti i suoi 15 punti totali in quest'ultima frazione di gioco. Per i Celtics Jayson Tatum segna solo 15 punti, mentre dalla panchina Sam Hauser ne aggiunge 14 e la coppia Brown-Holiday ne segnano 10 a testa. La sconfitta dei Celtics segna la fine della loro striscia positiva di ben 10 partite vinte consecutivamente ai playoff, iniziata con la vittoria contro i Cleveland Cavaliers in Gara 3 delle semifinali di Eastern Conference.
- Il margine di 38 punti sui Celtics in Gara 4 è il terzo margine più largo mai ottenuto da una squadra in una gara delle NBA Finals[22]
- Tim Hardaway è il terzo giocatore nella storia delle NBA Finals ad aver segnato almeno 5 triple in un singolo quarto di gara (gli altri due sono Ray Allen e Stephen Curry).[23]

##### Gara 5
| Arbitri: | Zarba Goble Kennedy |

|                                                                        |              |                                                                                    |
| Tatum 31 Brown 21 Holiday 15                                           | Punti        | 28 Dončić 15 Irving 14 Green                                                       |
| Tatum 11                                                               | Assist       | 9 Irving                                                                           |
| Holiday 11                                                             | Rimbalzi     | 12 Dončić                                                                          |
| Brown 7 Tatum 0 Horford 42 White 9 Holiday 4                           | Formazioni   | 55 Jones 25 Washington 21 Gafford 11 Irving 77 Dončić                              |
| Porziņģis 8 Hauser 30 Pritchard 11 Kornet 40 Brissett 12 Mychajljuk 50 | Sostituzioni | 2 Lively 8 Green 42 Kleber 0 Exum 10 Hardaway 1 Hardy 7 Powell 9 Lawson 18 Prosper |
| Joe Mazzulla                                                           | Allenatori   | Jason Kidd                                                                         |

Gara 5 non ha storia, con i Boston Celtics che battono nettamente i Dallas Mavericks con il punteggio di 106-88 e si aggiudicano così il loro 18º titolo nella storia della franchigia (superando così i Los Angeles Lakers, che ne hanno vinti 17, come squadra più vincente di tutta la lega). Per i Celtics Jayson Tatum segna 31 punti, 8 rimbalzi e 11 assist in una vittoria schiacciante. Ad inizio gara Jrue Holiday si incarica di aprire le danze con i primi tre canestri di fila, poi la coppia Tatum-Brown cominciano a centrare tiri da tre punti senza sosta. C'è spazio anche per il lituano Kristaps Porziņģis, che entra a metà del 1° quarto tra gli applausi del suo pubblico di casa. Dopo il 2° quarto la gara è saldamente in mano dei Celtics con un vantaggio di 21 punti culminato con un tiro da metà campo di Payton Pritchard (il tiro più lungo mai realizzato in una gara delle Finals dal 1998). Tra gli sconfitti Dallas Mavericks, a mettersi in mostra è ancora una volta Luka Dončić, con lo sloveno capace di mettere a referto 28 punti, 12 rimbalzi, 5 assist, 3 palle rubate con 12 su 25 dal campo (di cui 2 su 9 da tre punti). Kyrie Irving si dimostra ancora una volta in difficoltà tra le mura del TD Garden (come avvenuto in Gara 1 e Gara 2), segnando soltanto 15 punti, 9 assist, 3 rimbalzi e 1 palla rubata. Sotto i tabelloni i Celtics dominano Dallas, con 51 rimbalzi a favore e 35 subiti, e tirano meglio dalla lunetta (17 su 20 per Boston, 7 su 13 per i Mavericks).
- Jaylen Brown vince il Bill Russell Trophy come MVP delle NBA Finals con una media di 20.8 punti, 5.4 rimbalzi e 5 assist a partita.[29]
- Con la vittoria in Gara 5, i Celtics concludono i playoff con un record di 16 vittorie e sole 3 sconfitte, il secondo miglior record ottenuto da una squadra NBA ai playoff da quando esiste il nuovo formato a 4 turni e al meglio delle 7 gare per serie, superati soltanto da quello ottenuto dai Golden State Warriors nel 2017 (di 16 vittorie e 1 sola sconfitta).[24]
- È stato il primo confronto ai playoff tra Celtics e Mavericks.[30] I Mavericks, inoltre, non avevano mai affrontato una squadra diversa dai Miami Heat alle NBA Finals (sconfitti dagli Heat nel 2006, e a loro volta vincitori nel 2011).

Con la vittoria della serie per 4-1, i Boston Celtics hanno battuto i Dallas Mavericks nelle NBA Finals, laureandosi in tal modo campioni della NBA per la 18ª volta nella loro storia.

### In-Season Tournament
È la prima stagione in cui tutte le squadre NBA hanno preso parte all'In-Season Tournament, svoltosi a metà stagione. I Celtics sono stati aggregati al Gruppo C della Eastern Conference, insieme ai Brooklyn Nets, ai Toronto Raptors, ai Chicago Bulls e agli Orlando Magic.

#### Classifica Gruppo C (Eastern Conference)
| Pos. | Squadra         | G | V | S | PF  | PS  | Diff. | Qual.       |
| ---- | --------------- | - | - | - | --- | --- | ----- | ----------- |
| 1.   | Boston Celtics  | 4 | 3 | 1 | 449 | 422 | +27   | Fase finale |
| 2.   | Orlando Magic   | 4 | 3 | 1 | 446 | 424 | +22   |             |
| 3.   | Brooklyn Nets   | 4 | 3 | 1 | 455 | 435 | +20   |             |
| 4.   | Toronto Raptors | 4 | 1 | 3 | 436 | 457 | -21   |             |
| 5.   | Chicago Bulls   | 4 | 0 | 4 | 409 | 457 | -48   |             |

Legenda
      Squadra qualificata alla fase a eliminazione diretta.
Note
Fonte: NBA
A parità di vittorie ottenute, è stato presa in considerazione la miglior differenza-punti.

#### Risultati

##### Fase a gironi
| In-Season Tournament - Fase a gironi                                         | In-Season Tournament - Fase a gironi                                         | In-Season Tournament - Fase a gironi                                         | In-Season Tournament - Fase a gironi                                         | In-Season Tournament - Fase a gironi                                         | In-Season Tournament - Fase a gironi                                         | In-Season Tournament - Fase a gironi                                         | In-Season Tournament - Fase a gironi                                         | In-Season Tournament - Fase a gironi                                         |
| Record In-Season Tournament - Fase a gironi: 3-1 (Casa: 2-0; Trasferta: 1-1) | Record In-Season Tournament - Fase a gironi: 3-1 (Casa: 2-0; Trasferta: 1-1) | Record In-Season Tournament - Fase a gironi: 3-1 (Casa: 2-0; Trasferta: 1-1) | Record In-Season Tournament - Fase a gironi: 3-1 (Casa: 2-0; Trasferta: 1-1) | Record In-Season Tournament - Fase a gironi: 3-1 (Casa: 2-0; Trasferta: 1-1) | Record In-Season Tournament - Fase a gironi: 3-1 (Casa: 2-0; Trasferta: 1-1) | Record In-Season Tournament - Fase a gironi: 3-1 (Casa: 2-0; Trasferta: 1-1) | Record In-Season Tournament - Fase a gironi: 3-1 (Casa: 2-0; Trasferta: 1-1) | Record In-Season Tournament - Fase a gironi: 3-1 (Casa: 2-0; Trasferta: 1-1) |
| Partita                                                                      | Data                                                                         | Avversario                                                                   | Punteggio                                                                    | Più punti                                                                    | Più rimbalzi                                                                 | Più assist                                                                   | Stadio (spettatori)                                                          | Record                                                                       |
| ---------------------------------------------------------------------------- | ---------------------------------------------------------------------------- | ---------------------------------------------------------------------------- | ---------------------------------------------------------------------------- | ---------------------------------------------------------------------------- | ---------------------------------------------------------------------------- | ---------------------------------------------------------------------------- | ---------------------------------------------------------------------------- | ---------------------------------------------------------------------------- |
| 1                                                                            | 10.11.2023                                                                   | Brooklyn                                                                     | V 121–107                                                                    | Brown (28)                                                                   | Holiday (12)                                                                 | Holiday (9)                                                                  | TD Garden (19.156)                                                           | 1–0                                                                          |
| 2                                                                            | 17.11.2023                                                                   | @ Toronto                                                                    | V 108–105                                                                    | Brown (23)                                                                   | Porziņģis (12)                                                               | Holiday, Porziņģis, White (5)                                                | Scotiabank Arena (19.800)                                                    | 2–0                                                                          |
| 3                                                                            | 24.11.2023                                                                   | @ Orlando                                                                    | S 96–113                                                                     | Tatum (26)                                                                   | Kornet (6)                                                                   | White (4)                                                                    | Amway Center (18.846)                                                        | 2–1                                                                          |
| 4                                                                            | 28.11.2023                                                                   | Chicago                                                                      | V 124–97                                                                     | Brown (30)                                                                   | Hauser (10)                                                                  | Holiday (9)                                                                  | TD Garden (19.156)                                                           | 3–1                                                                          |

##### Fase a eliminazione diretta
| In-Season Tournament - Fase a eliminazione diretta                                         | In-Season Tournament - Fase a eliminazione diretta                                         | In-Season Tournament - Fase a eliminazione diretta                                         | In-Season Tournament - Fase a eliminazione diretta                                         | In-Season Tournament - Fase a eliminazione diretta                                         | In-Season Tournament - Fase a eliminazione diretta                                         | In-Season Tournament - Fase a eliminazione diretta                                         | In-Season Tournament - Fase a eliminazione diretta                                         | In-Season Tournament - Fase a eliminazione diretta                                         |
| Record In-Season Tournament - Fase a eliminazione diretta: 0-1 (Casa: 0-0; Trasferta: 0-1) | Record In-Season Tournament - Fase a eliminazione diretta: 0-1 (Casa: 0-0; Trasferta: 0-1) | Record In-Season Tournament - Fase a eliminazione diretta: 0-1 (Casa: 0-0; Trasferta: 0-1) | Record In-Season Tournament - Fase a eliminazione diretta: 0-1 (Casa: 0-0; Trasferta: 0-1) | Record In-Season Tournament - Fase a eliminazione diretta: 0-1 (Casa: 0-0; Trasferta: 0-1) | Record In-Season Tournament - Fase a eliminazione diretta: 0-1 (Casa: 0-0; Trasferta: 0-1) | Record In-Season Tournament - Fase a eliminazione diretta: 0-1 (Casa: 0-0; Trasferta: 0-1) | Record In-Season Tournament - Fase a eliminazione diretta: 0-1 (Casa: 0-0; Trasferta: 0-1) | Record In-Season Tournament - Fase a eliminazione diretta: 0-1 (Casa: 0-0; Trasferta: 0-1) |
| Partita                                                                                    | Data                                                                                       | Avversario                                                                                 | Punteggio                                                                                  | Più punti                                                                                  | Più rimbalzi                                                                               | Più assist                                                                                 | Stadio (spettatori)                                                                        | Record                                                                                     |
| ------------------------------------------------------------------------------------------ | ------------------------------------------------------------------------------------------ | ------------------------------------------------------------------------------------------ | ------------------------------------------------------------------------------------------ | ------------------------------------------------------------------------------------------ | ------------------------------------------------------------------------------------------ | ------------------------------------------------------------------------------------------ | ------------------------------------------------------------------------------------------ | ------------------------------------------------------------------------------------------ |
| 1                                                                                          | 4.12.2023                                                                                  | Indiana                                                                                    | S 112–122                                                                                  | Tatum (32)                                                                                 | Tatum (12)                                                                                 | White (8)                                                                                  | Gainbridge FieldHouse (16.693)                                                             | 0–1                                                                                        |

## Classifiche

### Atlantic Division
| Atlantic Division      | V  | S  | V%   | PR   | Casa  | Trasf | Div  | PG |
| ---------------------- | -- | -- | ---- | ---- | ----- | ----- | ---- | -- |
| z – Boston Celtics     | 64 | 18 | .780 | 0,0  | 37–4  | 27–14 | 15–2 | 82 |
| x – N.Y. Knicks        | 50 | 32 | .610 | 14,0 | 27–14 | 23–18 | 12–5 | 82 |
| x – Philadelphia 76ers | 47 | 35 | .573 | 17,0 | 25–16 | 22–19 | 8–8  | 82 |
| Brooklyn Nets          | 32 | 50 | .390 | 32,0 | 20–21 | 12–29 | 5–11 | 82 |
| Toronto Raptors        | 25 | 57 | .305 | 39,0 | 14–27 | 11–30 | 1–15 | 82 |

### Eastern Conference
| Eastern Conference | Eastern Conference       | Eastern Conference | Eastern Conference | Eastern Conference | Eastern Conference | Eastern Conference |
| #                  | Squadra                  | V                  | S                  | V%                 | PR                 | PG                 |
| ------------------ | ------------------------ | ------------------ | ------------------ | ------------------ | ------------------ | ------------------ |
| 1                  | z – Boston Celtics *     | 64                 | 18                 | .780               | –                  | 82                 |
| 2                  | x – N.Y. Knicks *        | 50                 | 32                 | .610               | 14,0               | 82                 |
| 3                  | y – Milwaukee Bucks      | 49                 | 33                 | .598               | 15,0               | 82                 |
| 4                  | x – Cleveland Cavaliers  | 48                 | 34                 | .585               | 16,0               | 82                 |
| 5                  | y – Orlando Magic        | 47                 | 35                 | .573               | 17,0               | 82                 |
| 6                  | x – Indiana Pacers       | 47                 | 35                 | .573               | 17,0               | 82                 |
|                    |                          |                    |                    |                    |                    |                    |
| 7                  | x – Philadelphia 76ers * | 47                 | 35                 | .573               | 17,0               | 82                 |
| 8                  | pi – Miami Heat          | 46                 | 36                 | .561               | 18,0               | 82                 |
| 9                  | pi – Chicago Bulls       | 39                 | 43                 | .476               | 25,0               | 82                 |
| 10                 | pi – Atlanta Hawks       | 36                 | 46                 | .439               | 28,0               | 82                 |
|                    |                          |                    |                    |                    |                    |                    |
| 11                 | Brooklyn Nets            | 32                 | 50                 | .390               | 32,0               | 82                 |
| 12                 | Toronto Raptors          | 25                 | 57                 | .305               | 39,0               | 82                 |
| 13                 | Charlotte Hornets        | 21                 | 61                 | .256               | 43,0               | 82                 |
| 14                 | Wash. Wizards            | 15                 | 67                 | .183               | 49,0               | 82                 |
| 15                 | Detroit Pistons          | 14                 | 68                 | .171               | 50,0               | 82                 |

## Mercato

### Free Agency

#### Acquisti
| Data       | Giocatore             | Contratto           | Provenienza       |
| ---------- | --------------------- | ------------------- | ----------------- |
| 30.6.2023  | Oshae Brissett        | 2 anni/4.628.946 $  | Indiana Pacers    |
| 9.7.2023   | JD Davison            | rinnovo 1 anno/n.d. |                   |
| 31.8.2023  | Svjatoslav Mychajljuk | 1 anno/2.346.614 $  | Charlotte Hornets |
| 19.9.2023  | Neemias Queta         | 1 anno/n.d.         | Sacramento Kings  |
| 13.12.2023 | Drew Peterson         | 1 anno/n.d.         | S. Falls Skyforce |

#### Cessioni
| Data       | Giocatore      | Motivo  | Nuova squadra       |
| ---------- | -------------- | ------- | ------------------- |
| 20.10.2023 | Wenyen Gabriel | taglio  | Wisconsin Herd      |
| 12.12.2023 | Nathan Knight  | taglio  | Motor City Cruise   |
| 7.2.2024   | Lamar Stevens  | scambio | Memphis Grizzlies   |
| 8.2.2024   | Dalano Banton  | scambio | Portland T. Blazers |

### Scambi
| 22.6.2023 | Boston Celtics ● Kristaps Porziņģis (da Washington) ● Draft rights di Marcus Sasser (scelta n. 25 Draft 2023) (da Memphis) ● 1ª scelta di Golden State del Draft 2024 (da Memphis) | Memphis Grizzlies ● Marcus Smart (da Boston)                                                                                              |
| 22.6.2023 | Wash. Wizards ● Tyus Jones (da Memphis) Danilo Gallinari (da Boston) Mike Muscala (da Boston) Draft rights di Julian Phillips (scelta n. 35 Draft 2023) (da Boston)                | |
| 22.6.2023 | Boston Celtics ● Draft rights di James Nnaji (scelta n. 31 Draft 2023) ● Scelta al Draft futura al 2º giro di Detroit                                                              | Detroit Pistons ● Draft rights di Marcus Sasser (scelta n. 25 Draft 2023)                                                                 |
| 22.6.2023 | Boston Celtics ● Draft rights di Colby Jones (scelta n. 34 Draft 2023) ● Draft rights di Mouhamed Gueye (scelta n. 39 Draft 2023)                                                  | Charlotte Hornets ● Draft rights di James Nnaji (scelta n. 31 Draft 2023)                                                                 |
| 22.6.2023 | Boston Celtics ● Draft rights di Jordan Walsh (scelta n. 38 Draft 2023) ● Scelta al Draft futura al 2º giro di Sacramento                                                          | Sacramento Kings ● Draft rights di Colby Jones (scelta n. 34 Draft 2023)                                                                  |
| 22.6.2023 | Boston Celtics ● Scelta al Draft futura al 2º giro di Atlanta | Atlanta Hawks ● Draft rights di Mouhamed Gueye (scelta n. 34 Draft 2023)                                                                  |
| 1.10.2023 | Boston Celtics ● Jrue Holiday | Atlanta Hawks ● Malcolm Brogdon ● Robert Williams ● Scelta Draft 2024 al 1º giro di Golden State ● Scelta Draft 2024 al 1º giro di Boston |
| 7.2.2024  | Boston Celtics ● Xavier Tillman | Memphis Grizzlies ● Lamar Stevens ● Scelta Draft 2027 al 2º giro di Atlanta ● Scelta Draft 2030 al 2º giro di Dallas                      |
| 8.2.2024  | Boston Celtics ● Jaden Springer | Philadelphia 76ers ● Scelta Draft 2024 al 2º giro di Chicago o New Orleans                                                                |
| 8.2.2024  | Boston Celtics ● Scelta protected Draft 2027 al 2º giro di New Orleans o Portland                                                                                                  | Portland T. Blazers ● Dalano Banton |

## Statistiche
Fonti: NBA - Basketball Reference

### Statistiche di squadra
| Competizione   | In casa | In casa | In casa | In casa | In casa | In trasferta | In trasferta | In trasferta | In trasferta | In trasferta | Totale | Totale | Totale | Totale | Totale | Totale |
| Competizione   | G       | V       | P       | Ptf     | Pts     | G            | V            | P            | Ptf          | Pts          | G      | V      | P      | Ptf    | Pts    | Diff.  |
| -------------- | ------- | ------- | ------- | ------- | ------- | ------------ | ------------ | ------------ | ------------ | ------------ | ------ | ------ | ------ | ------ | ------ | ------ |
| Regular season | 41      | 37      | 4       | 5049    | 4425    | 41           | 27           | 14           | 4838         | 4532         | 82     | 64     | 18     | 9887   | 8957   | +930   |
| Playoffs       | 11      | 9       | 2       | 1237    | 1113    | 8            | 7            | 1            | 830          | 801          | 19     | 16     | 3      | 2067   | 1914   | +153   |
| Totale         | 52      | 46      | 6       | 6286    | 5538    | 49           | 34           | 15           | 5668         | 5333         | 101    | 80     | 21     | 11954  | 10871  | +1083  |

### Statistiche individuali

#### Stagione regolare
|               |    |      |    |      | Tiri da 2 | Tiri da 2 | Tiri da 2 | Tiri da 3 | Tiri da 3 | Tiri da 3 | Tiri liberi | Tiri liberi | Tiri liberi | Rimbalzi | Rimbalzi | Rimbalzi | Palle | Palle |     |      |      |       |
| Giocatore     | PG | PUN  | SF | MIN  | R         | T         | %         | R         | T         | %         | R           | T           | %           | O        | D        | T        | P     | R     | S   | FC   | Ass  | +/-   |
| ------------- | -- | ---- | -- | ---- | --------- | --------- | --------- | --------- | --------- | --------- | ----------- | ----------- | ----------- | -------- | -------- | -------- | ----- | ----- | --- | ---- | ---- | ----- |
| O. Brissett   | 55 | 201  | 1  | 630  | 53        | 98        | 54.1      | 15        | 55        | 27.3      | 50          | 83          | 60.2        | 61       | 99       | 160      | 20    | 19    | 8   | 54   | 44   | +114  |
| J. Brown      | 70 | 1610 | 70 | 2343 | 482       | 846       | 57.0      | 145       | 410       | 35.4      | 211         | 300         | 70.3        | 84       | 303      | 387      | 166   | 83    | 37  | 185  | 249  | +413  |
| JD Davison    | 8  | 16   | 0  | 39   | 2         | 5         | 40.0      | 3         | 7         | 42.9      | 3           | 4           | 75.0        | 2        | 8        | 10       | 2     | 1     | 1   | 4    | 10   | +23   |
| S. Hauser     | 79 | 712  | 13 | 1741 | 52        | 93        | 55.9      | 197       | 465       | 42.4      | 17          | 19          | 89.5        | 45       | 231      | 276      | 32    | 40    | 25  | 99   | 82   | +492  |
| J. Holiday    | 69 | 860  | 69 | 2263 | 193       | 367       | 52.6      | 138       | 322       | 42.9      | 60          | 72          | 83.3        | 84       | 289      | 373      | 124   | 61    | 53  | 108  | 333  | +427  |
| A. Horford    | 65 | 562  | 33 | 1740 | 106       | 161       | 65.8      | 108       | 258       | 41.9      | 26          | 30          | 86.7        | 82       | 331      | 413      | 48    | 38    | 62  | 93   | 168  | +421  |
| L. Kornet     | 63 | 334  | 7  | 983  | 141       | 202       | 69.8      | 1         | 1         | 100.0     | 49          | 54          | 90.7        | 118      | 143      | 261      | 21    | 23    | 61  | 77   | 67   | +218  |
| S. Mychajljuk | 41 | 162  | 2  | 413  | 15        | 29        | 51.7      | 42        | 108       | 38.9      | 6           | 9           | 66.7        | 11       | 40       | 51       | 12    | 11    | 1   | 19   | 35   | +149  |
| D. Peterson   | 3  | 11   | 0  | 23   | 1         | 1         | 100.0     | 3         | 5         | 60.0      | 0           | 0           | 0.0         | 0        | 1        | 1        | 1     | 2     | 0   | 1    | 1    | +8    |
| P. Pritchard  | 82 | 787  | 5  | 1825 | 150       | 253       | 59.3      | 147       | 382       | 38.5      | 46          | 56          | 82.1        | 70       | 195      | 265      | 61    | 39    | 6   | 106  | 281  | +449  |
| K. Porziņģis  | 57 | 1145 | 57 | 1690 | 278       | 459       | 60.6      | 110       | 293       | 37.5      | 259         | 302         | 85.8        | 97       | 312      | 409      | 89    | 42    | 111 | 156  | 115  | +417  |
| N. Queta      | 28 | 154  | 0  | 333  | 67        | 104       | 64.4      | 0         | 0         | 0.0       | 20          | 28          | 71.4        | 53       | 69       | 122      | 13    | 13    | 21  | 50   | 20   | +135  |
| J. Springer   | 17 | 35   | 1  | 130  | 11        | 19        | 57.9      | 2         | 11        | 18.2      | 7           | 8           | 87.5        | 8        | 12       | 20       | 8     | 11    | 4   | 17   | 9    | +38   |
| J. Tatum      | 74 | 1987 | 74 | 2645 | 443       | 817       | 54.2      | 229       | 609       | 37.6      | 414         | 497         | 83.3        | 67       | 534      | 601      | 188   | 75    | 43  | 145  | 364  | +608  |
| X. Tillman    | 20 | 80   | 2  | 274  | 26        | 38        | 68.4      | 8         | 28        | 28.6      | 4           | 7           | 57.1        | 14       | 40       | 54       | 5     | 9     | 9   | 15   | 20   | +42   |
| J. Walsh      | 9  | 15   | 1  | 83   | 4         | 6         | 66.7      | 2         | 9         | 22.2      | 1           | 2           | 50.0        | 5        | 15       | 20       | 3     | 5     | 1   | 11   | 5    | +47   |
| D. White      | 73 | 1107 | 73 | 2381 | 191       | 344       | 55.5      | 196       | 495       | 39.6      | 137         | 152         | 90.1        | 51       | 259      | 310      | 112   | 74    | 87  | 152  | 377  | +619  |
| D. Banton     | 24 | 56   | 1  | 171  | 17        | 35        | 48.6      | 2         | 16        | 12.5      | 16          | 20          | 80.0        | 12       | 23       | 35       | 10    | 5     | 3   | 20   | 19   | +20   |
| L. Stevens    | 19 | 53   | 1  | 122  | 18        | 37        | 48.6      | 3         | 8         | 37.5      | 8           | 11          | 72.7        | 12       | 19       | 31       | 9     | 6     | 5   | 14   | 8    | +10   |
| Totali        | —  | 9887 | —  | —    | 2250      | 3914      | 57.5      | 1351      | 3482      | 38.8      | 1334        | 1654        | 80.7        | 876      | 2923     | 3799     | 924   | 557   | 538 | 1326 | 2207 | +4650 |

#### Playoff
|               |    |      |    |     | Tiri da 2 | Tiri da 2 | Tiri da 2 | Tiri da 3 | Tiri da 3 | Tiri da 3 | Tiri liberi | Tiri liberi | Tiri liberi | Rimbalzi | Rimbalzi | Rimbalzi | Palle | Palle |     |     |     |      |
| Giocatore     | PG | PUN  | SF | MIN | R         | T         | %         | R         | T         | %         | R           | T           | %           | O        | D        | T        | P     | R     | S   | FC  | Ass | +/-  |
| ------------- | -- | ---- | -- | --- | --------- | --------- | --------- | --------- | --------- | --------- | ----------- | ----------- | ----------- | -------- | -------- | -------- | ----- | ----- | --- | --- | --- | ---- |
| O. Brissett   | 10 | 16   | 0  | 55  | 4         | 9         | 44.4      | 2         | 2         | 100.0     | 2           | 4           | 50.0        | 3        | 11       | 14       | 1     | 3     | 2   | 2   | 0   | +10  |
| J. Brown      | 19 | 454  | 0  | 707 | 139       | 229       | 60.7      | 36        | 110       | 32.7      | 68          | 103         | 66.0        | 22       | 91       | 113      | 51    | 23    | 12  | 51  | 62  | +88  |
| S. Hauser     | 19 | 103  | 0  | 283 | 9         | 13        | 69.2      | 27        | 71        | 38.0      | 4           | 4           | 100.0       | 8        | 33       | 41       | 3     | 5     | 3   | 20  | 11  | +86  |
| J. Holiday    | 19 | 250  | 19 | 720 | 62        | 106       | 58.5      | 35        | 87        | 40.2      | 21          | 22          | 95.5        | 37       | 79       | 116      | 29    | 21    | 12  | 40  | 83  | +143 |
| A. Horford    | 19 | 174  | 15 | 575 | 31        | 43        | 72.1      | 35        | 95        | 36.8      | 7           | 11          | 63.6        | 35       | 98       | 133      | 12    | 15    | 16  | 28  | 40  | +140 |
| L. Kornet     | 13 | 39   | 0  | 133 | 14        | 21        | 66.7      | 0         | 0         | 0.0       | 11          | 13          | 84.6        | 19       | 22       | 41       | 6     | 1     | 5   | 11  | 7   | -17  |
| S. Mychajljuk | 8  | 8    | 0  | 32  | 1         | 3         | 33.3      | 2         | 9         | 22.2      | 0           | 0           | 0.0         | 1        | 4        | 5        | 2     | 1     | 0   | 3   | 1   | -9   |
| K. Porziņģis  | 7  | 86   | 4  | 165 | 18        | 31        | 58.1      | 10        | 29        | 34.5      | 20          | 22          | 90.9        | 4        | 27       | 31       | 5     | 5     | 11  | 15  | 8   | +39  |
| P. Pritchard  | 19 | 122  | 0  | 355 | 21        | 45        | 46.7      | 23        | 60        | 38.3      | 11          | 12          | 91.7        | 14       | 23       | 37       | 14    | 4     | 0   | 22  | 40  | +28  |
| N. Queta      | 3  | 4    | 0  | 13  | 2         | 3         | 66.7      | 0         | 0         | 0.0       | 0           | 0           | 0.0         | 1        | 2        | 3        | 0     | 0     | 1   | 0   | 0   | +11  |
| J. Springer   | 4  | 4    | 0  | 22  | 1         | 2         | 66.7      | 0         | 0         | 0.0       | 0           | 0           | 0.0         | 0        | 3        | 3        | 2     | 0     | 1   | 1   | 1   | +4   |
| J. Tatum      | 19 | 475  | 19 | 768 | 120       | 234       | 51.3      | 39        | 138       | 28.3      | 118         | 137         | 86.1        | 17       | 167      | 184      | 50    | 20    | 13  | 54  | 119 | +147 |
| X. Tillman    | 8  | 12   | 0  | 69  | 4         | 7         | 57.1      | 1         | 1         | 100.0     | 1           | 1           | 100.0       | 4        | 10       | 14       | 3     | 3     | 3   | 7   | 3   | +22  |
| J. Walsh      | 3  | 2    | 0  | 11  | 1         | 2         | 50.0      | 0         | 1         | 0.0       | 1           | 1           | 100.0       | 0        | 2        | 2        | 0     | 0     | 0   | 0   | 0   | +6   |
| D. White      | 19 | 318  | 19 | 676 | 44        | 80        | 55.0      | 65        | 161       | 40.4      | 35          | 38          | 92.1        | 19       | 62       | 81       | 16    | 18    | 23  | 44  | 77  | +67  |
|               | —  | 2067 | —  | —   | 471       | 828       | 56.9      | 275       | 764       | 36.0      | 299         | 368         | 81.2        | 184      | 634      | 818      | 194   | 119   | 102 | 298 | 452 | +765 |